# シルヴィ・ヴァルタン
シルヴィ・ヴァルタン（Sylvie Vartan, 1944年8月15日 - ）は、フランス・ポピュラー音楽界を代表する歌手。ジャンルはポップ、ロック。幅広いレパートリーを持ち、ライヴ・ステージが本領の歌い踊るエンターテイナー。代表曲は「アイドルを探せ」「悲しみの兵士」「あなたのとりこ」「哀しみのシンフォニー」など数多くあり、世界中にファンを持つ。
ブルガリア生まれで、8歳からフランス・パリで育つ。1961年12月（リセ在学中）17歳でパリ・オランピア劇場に初出演。アメリカ音楽が台頭し始める中、ロック歌手としてデビュー。フランスで4000万枚のレコードとCDを売上げ、ブリジット・バルドーやカトリーヌ・ドヌーブよりも雑誌の表紙に登場したアーティスト。
2024年11月（パリ・ドーム）と2025年1月（パレ・デ・コングレ）にパリ最終公演。60年以上に亘るコンスタントなコンサートに幕を引くが、歌を含めて活動は継続する。2025年2月、第40回 Victoires de la Musique （ヴィクトワール・ドゥ・ラ・ミュージック - フランス最高峰の音楽賞) の名誉賞を受賞。 1984年に再婚して以来、アメリカに在住（ロサンゼルスとパリ半々の生活を送る）。

## 略歴
1961年、17歳でフランス音楽界にデビューし一躍若者のアイドルとなる。容姿端麗でハスキー・ボイスが際立つ。当初はアメリカン・ロックのフランス語カバーを歌う。1963年に19歳で初渡米し、アメリカ・ナッシュビルの歴史的なRCAレコーディング・スタジオで「La plus belle pour aller danser（踊りに行く一番の美人）」（邦題は「アイドルを探せ」- 出演したフランス映画のタイトルと同名 ）収録のアルバム第3作「Sylvie à Nashville」を録音。本作は1964年に世界的に大ヒット。
1965年5月初来日。前月4月に20歳で21歳のロック歌手ジョニー・アリディと結婚、アイドル同士の結婚はファンのイメージを壊すとのマネージャーの忠告に「アイドルという職業はない」と反論。
1970年から1980年代前半のパリ公演ロングランや国内外での長期公演ツアーの黄金期を経て、2004年までアクロバットなダンスやタップダンスなど様々なダンス・シーンを織り交ぜた豪華絢爛（けんらん）スペクタクルを興行。デビュー以来、新譜制作や公演を定期的に行い第一線で活動する。2021年に第50作目のオリジナル・アルバムを発売。

## 来歴

### 8歳でフランス・パリへ移住
1944年8月15日 ブルガリア・ソフィア近郊、ソフィア州スヴォゲ市イスクレツ (Iskrets)にある産院）で誕生。1952年に家族でフランス・パリへ移住。ソフィアのフランス大使館に勤務（広報）したフランス国籍（フランス東部アルザス地方生まれ）のブルガリア人の父親と、ハンガリー人の母親を持つ。母親は、ハンガリー・ブダペストで今も残る壮大な教会堂を手掛けた著名な建築家の娘で、父親が第一次世界大戦直後にブルガリア当局から首都ソフィア復興のために請願されて一家でソフィアに移住。ソフィアでフランス系電気会社を経営していたシルヴィの祖父と父親はともにフランス生まれで、父親はソフィアのフランス語学校で教育を受けている。2人ともフランス語に堪能でその文化に傾倒していたことからシルヴィはその影響下で幼少時代を過ごす。父親は多才で、オペラを愛しピアノを弾き作曲をし絵も描くプロの彫刻家であったことから、政府の要請でスターリンとゲオルギ・ディミトロフ（第二次世界大戦後成立したブルガリア人民共和国の初代首相）一緒のブロンズ像を制作している。1952年12月にビザを入手し共産体制下のブルガリア（ソフィア）から両親と兄と家族4人でフランス（パリ）へ亡命。Sylvie Vartanの名について、アルメニア人の名字である「バルタニヤン」であるとする巷の一認識があるが、本人は自伝やTVインタビューで「祖父のルーツがアルメニアに遡るが家族の姓はVartan」と語り、Sylvie Vartanは本名（出生名）であると明言。

### 1961年 / 初レコーディングとオランピア劇場
シルヴィは祖父・父親・兄がピアノなど楽器演奏を愛する芸術一家に育ち、演劇学校進学とコメディ・フランセーズを夢見ていた。7歳年上の兄エディ・ヴァルタン（Eddie Vartan、2001年死去）はジャズ・トランペッター（当初ブルーノートで演奏していた）、ジャズ・バンドを持つ音楽家、かつDECCAのアーティスティック・ディレクターでもあった。1961年春、エディが担当したデュエット・レコード制作で、録音途中に突然降板したイギリス人女優の代役に立ったのがシルヴィの歌手デビューとなる。曲目は前任者の高音の声質を真似てハミングしたコミカルな歌「Panne d'essence（ガス欠）」（Floyd RobinsonのOut of gas）であった。土壇場での交代劇だったために6月発売されたレコード・ジャケットは男性歌手フランキー・ジョルダン (Frankie Jordan) 一人の写真である。ジョルダンも当時は歯科学生でロックに夢中なあまり趣味で歌いピアノを弾いていた。
偶然参加したシルヴィには滑稽（こっけい）極まりない作品に見えたこの歌は意外なヒットとなり同年12月にジルベール・ベコーのパリ・オランピア劇場公演第一部に相手役のジョルダンと招待されて初めて観客の前で歌う。この一寸の出演は伝説のオランピア劇場支配人ブリュノ・コカトリックス (Bruno Coquatrix) の目に止まり、数週間後のヴァンス・テイラー (Vince Taylor) 公演の第一部出演を依頼される。この公演にシルヴィは初めてステージ衣装を作って臨み「Quand le film est triste（Sad movie makes me cry、悲しきスクリーン）」などを歌う。1962年5月ベコーの国内ツアーに参加するが、娘の芸能界入りに猛反対だったシルヴィの母は巡演に出るには兄エディの付添いを条件とした。「悲しきスクリーン」 を録音した時のことを先の「ガス欠」のソングライターでもあるジョルジュ・アルベ (Georges Arber) は「シルヴィには既に彼女特有の歌い方があり、私は彼女は成功する確信した。つまり彼女はその可能性を持っていた」と評した。
音楽的嗜好はジャズ音楽家の兄エディの影響で、10代のデビュー前、カウント・ベイシー、 マイルス・デイヴィス、オスカー・ピーターソンなどのオランピア劇場公演を兄と一緒に鑑賞。また エラ・フィッツジェラルド、モダン・ジャズ・カルテットなどを聴く。ジャズ・ロックンロール・R&Bなどアメリカ音楽に魅了され、思春期に好んで聴いたのは、エルヴィス・プレスリー、レイ・チャールズ、ビル・ヘイリー、リトル・リチャード、ブレンダ・リー。舞台俳優や文筆家を夢見ていた文学少女のリセエンヌはこうして奇妙にも歌手の道を辿る。1970年代に入るとフランスはシルヴィ・ヴァルタンをそのショーアップされたエネルギッシュなステージぶりから「show-woman américaine（アメリカ的Show-woman）」と形容するようになる。スタジオ活動よりライヴ・ステージ志向が強いのはこの当初の舞台俳優への志が源となっている。デビュー当時は常に作曲家でプロデューサーの兄エディが率いるエディ・ヴァルタン・オーケストラが同行して妹シルヴィを支えた。

### 1960年代 / 初来日と世界ツアー

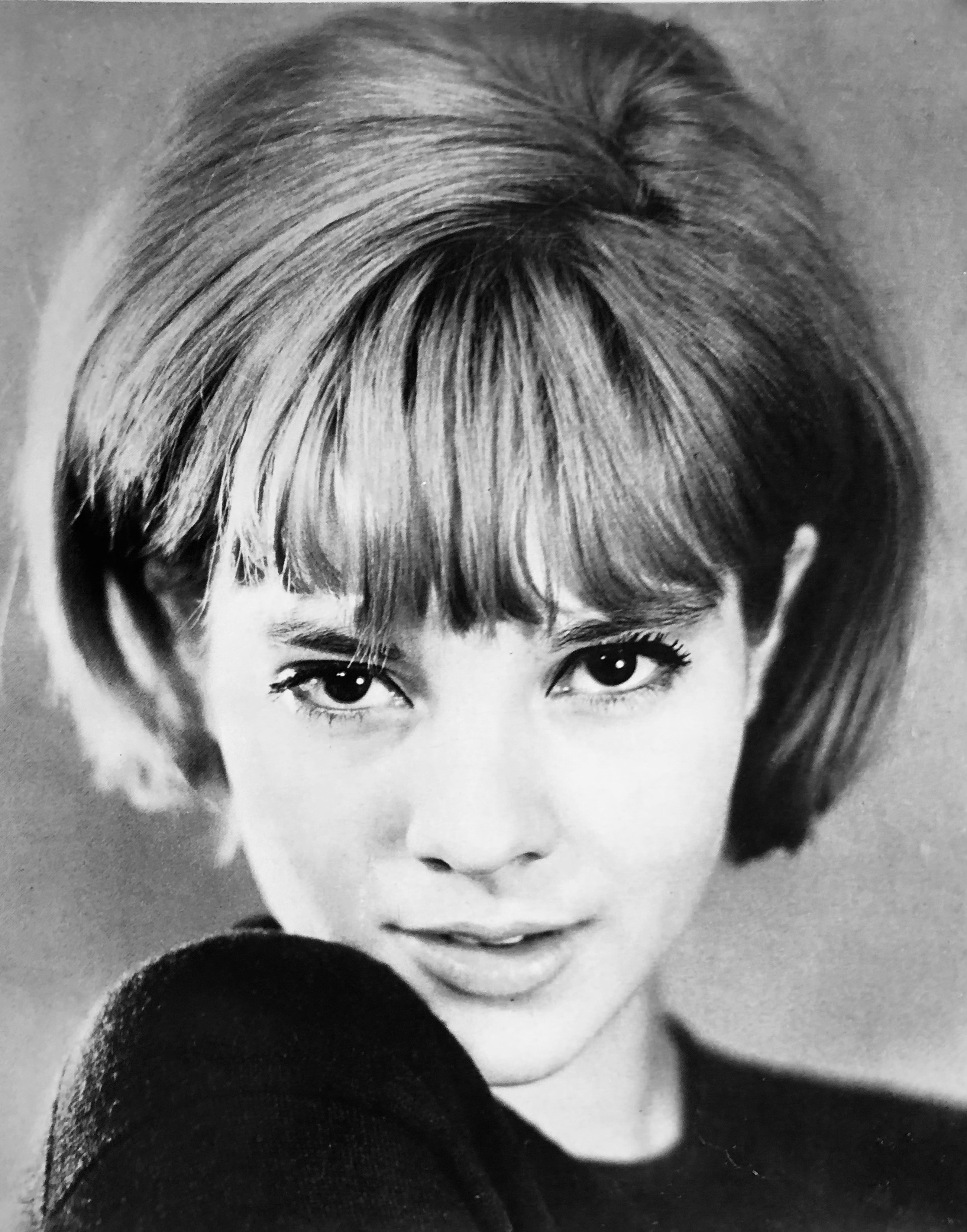
1962年前半

1963年「Tous mes copains（邦題：おセンチな17才）」が最初の大ヒットとなる。同年6月、伝説の音楽雑誌『サリュ・レ・コパン (Salut les copains)』の1周年記念で開催したパリ・ナシオン広場コンサートに15万人の若者が集まりシルヴィ達「若者のアイドル」に熱狂する。「サリュ・レ・コパン」は1959年にジャズ・写真・芸術の熱狂的ファンでアメリカの最新音楽に精通するダニエル・フィリパキ（Daniel Filipacchi、後のアシェット・フィリパキ・メディア社長）とフランク・テノ（Frank Ténot、ジャズ評論家）がラジオEurope1で始めた伝説の人気ロック音楽番組「サリュ・レ・コパン」の成功によりその延長で出版まで及んだもの。新鋭のジャズ・トランペッターであったエディ・ヴァルタンとこの二人を結びつけたのはジャズである。フィリパキはシルヴィを小さな妹のように可愛がった。当初は歌の上手さより音楽的センスや意志などに特異なもの見ている。シルヴィはこの1963年から1965年は頻繁にアメリカ・ニューヨークを訪れる。1963年9月、19歳を迎えて間もなく第3作目アルバム「Sylvie à Nashville/日本盤：夢のアイドル」をRCA本拠地ナッシュビルで録音。その際にまずニューヨークへ行くがサリュ・レ・コパン誌は写真入りでこの模様を報道。翌1964年5月の訪問ではTime誌のインタビューや他の雑誌撮影そしてCBSの人気番組ジョニー・カーソン「トゥナイト・ショー」の歌の録画などのほかにRCA側のディナー出席などで過密スケジュールであった。同年11月にまた3週間滞在し、英語盤アルバム「Gift wrapped from Paris」（日本盤：パリからの贈り物）を録音。翌1965年3月中旬はNBCのポール・アンカの番組に出演し、また「トゥナイト・ショー」に2度目の出演をする。
1964年、「La plus belle pour aller danser（踊りに行く一番の美人）」（邦題：アイドルを探せ）などの大ヒットにより4回目のパリ・オランピア劇場公演が1964年1月16日から2月5日まで行われる。これはビートルズとアメリカのトリニ・ロペス (Trini Lopez) との共演。当時のビートルズは人気沸騰前で、観客を動員したのはトリニ・ロペスとシルヴィであった。同年フランス映画「Cherchez l'idole（アイドルを探せ）」に出演、主題歌となった「La plus belle pour aller danser」（邦題は映画タイトルと同じ「アイドルを探せ」）を歌い、ハスキー・ボイスと容貌でスターとなる。ジョルジュ・ガルヴァレンズ (Georges Garvarentz) とシャルル・アズナヴールの作品で、19歳を迎えたシルヴィがナッシュビルのRCA本拠地で名ギタリストのチェット・アトキンスChet Atkins指揮の下でエルヴィス・プレスリーのミュージシャンやコーラスと直接同時録音したLP「Sylvie à Nashville」収録曲。
アルバム「Sylvie à Nashville」は、英語曲3作を含み、スウェーデン・トルコ・ペルーなども含めて世界的に広くリリースされる。フランスでは長期間にわたり大ヒットし商業的にも大成功となる。シングル・カットされた 「Si je chante」（恋のショック） そして日本でも長期間トップとなった「La plus belle pour aller danser」(邦題：アイドルを探せ)はそれぞれ売上第1位にランクされる。本アルバムはシルヴィ本人にとり、その後のキャリアの上で重要な一作だという。この19歳の初渡米でニューヨークでTV出演も行い、滞在中に見た「1つの文化であると同時に厳しいビジネスでもある尊重されたアーティストの存在」に衝撃を受けた。「ニューヨークしか夢見ていなかった」シルヴィに「ニューヨークはアメリカを発見させてくれた」。当時フランスは、アメリカン・ロックのカバー曲を歌うシルヴィたちティーン世代の振興音楽を「Yéyé（イエ・イエ）」と揶揄（やゆ）し一まとめに括って中味も才能もない歌手のように捉え、アメリカとはメンタル的に雲泥の差があった時代。若く好奇心旺盛なシルヴィは「仕事に対する考え方とやり方において高水準を求める気難しさや厳格さやインスピレーションなど多くを学んだ」。2000年代に入ってフランス雑誌のインタビューで「アメリカはそれぞれの時代とても進歩している。その音楽も時代を感じさせない。」と語っている。
黄金の60年代の若者達の「Yéyé（アメリカン・ロック）」への過激な熱狂について、1980年末12月28日にTF1のインタビュー番組「Nouveau rendez-vous」に独占出演したシルヴィ・ヴァルタンは、彼女のキャリアを映像でたどる中、同年代の歌手仲間で友人の1人でもあるフランソワーズ・アルディを途中ゲストに迎え2人は肯定的に答えている。

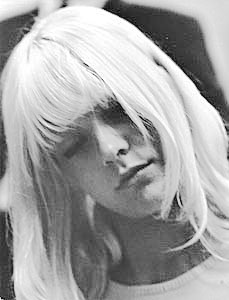
1966年

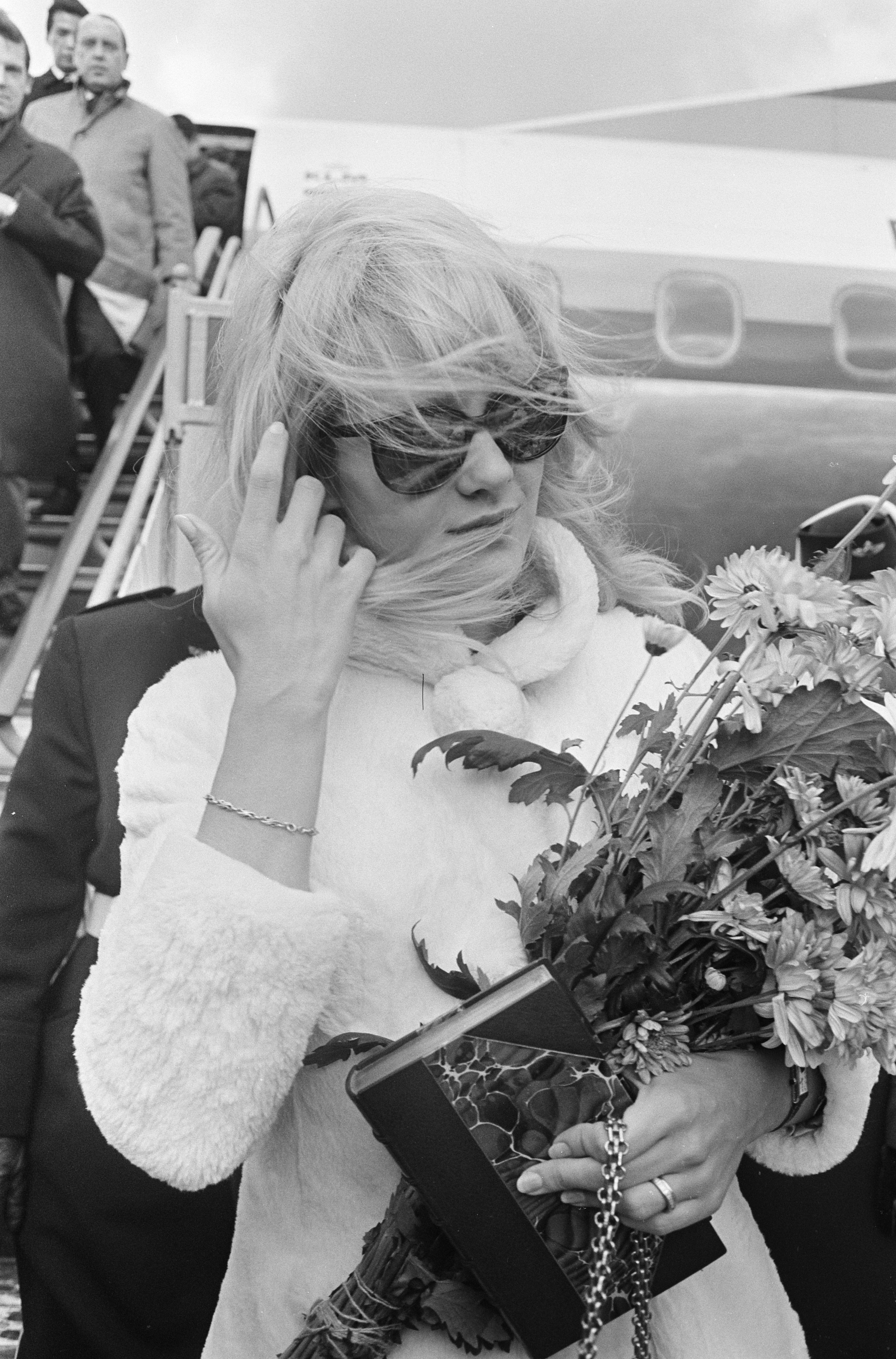
1966年12月

1965年4月12日、人気絶頂期の20歳で、21歳の若きフランス国民的ロッカーであるジョニー・アリディと結婚。翌1966年8月14日に一人息子で現在はシンガー・ソングライターのダヴィド・アリディ」(David Hallyday)が誕生する。同年に全曲英語アルバム「Gift wrapped from Paris」アメリカ発売。挙式後の5月に世界ツアーの一環で初来日し羽田空港には大勢のファンが殺到した。
1965年世界ツアーのため兄エディはイギリスで気鋭のミュージシャン2人をスカウト。ドラマーのトミー・ブラウン (Tommy Brown) とギタリストのミッキー・ジョーンズで、彼らは1964年から1970年代半ばまでシルヴィに斬新な曲を多く作り主要ブレーンとなる。1960年代から1970年代シルヴィとともに世界ツアーをする。1968年「Face au soleil（太陽に向かって）」、1971年「Suzan」「Annabel」「Une poignée de monnaie（一握りのお金）」、1974年「Rock'n'roll man」など。シルヴィは同様のポップ路線を続けなかった理由について、「彼らイギリス人のような才能あるソングライターに以来出会ったことがないからです」と話している。ジョーンズは後にグループ「フォリナー」を結成した。
1968年4月に自動車事故に遭い左腕を骨折するが7月に「Irrésistiblement（あなたのとりこ）」、「Baby Capone（ベイビー・カポネ）」が大ヒットし12月にアルバム「La Maritza（想い出のマリッヅア）」（日本盤は「パリの妖精」）から「想い出のマリッザア」など新曲7曲を含めたプログラムで1週間のオランピア公演凱旋（がいせん）。年内および翌1969年は2度の世界ツアーに出て、夏の60日長期ツアーではオランダを含め欧州から南米や北アフリカを巡る。「Ballade pour une fugue（愛のフーガ）」のビデオ・クリップをテレビ放映、11月にシングル「Abracadabra（アブラカダブラ）」発売。
「Irrésistiblement（あなたのとりこ）」製作時について、シルヴィの重要なブレーンの1人で「Irrésistiblement」や「La Maritza」など70年代前半まで数々の大ヒット曲を提供したジャン・ルナール (Jean Renard) はこう語っている、「Baby CaponeはYé-Yéの香りを残す論理的な続き、しかし進展が必要であったしシルヴィ自身もそれを感じていた。私はメロディーを変化・発展させるためもっと高音で歌えるかとシルヴィに聞くと彼女はうなずきました。いわゆる裏声の楽節にその可能性があった。そこで私達は一緒に取り組み彼女は驚くべき達成をしたのです。」 「1968年オランピア劇場公演で彼女は正真正銘のスターになった。シルヴィとは、優しく親切な振る舞い・礼儀正しさ・ダンス・動きの優美な女性らしい身体、そして、熟達していない時もあるのは確かだが彼女にはある明白な本物があった。スラブ人である真実や何か深いものがある。空々しいものではない、法螺（ほら）で物事は動かない。それは、彼女を特異な存在にしている彼女独特のあのハスキー・ボイス。彼女は多彩な面を持つダイアモンドでした、彼女はそれを1968年オランピア劇場公演で表明したのです。」
1968-1969年はイタリアでも「Irrésistiblemente」、「Come un ragazzo（男の子のように）」そして「Zum zum zum」が大ヒットし人気絶頂、国営テレビRAIで3か月間の主演音楽番組「Doppia Coppia」を持った。70年1月にはイタリア語盤「Abracadabra」と「La Maritza」発売。「Buonasera buonacera」、「Blam blam blam」、「Nostalgia」など堪能なイタリア語で多数レコード録音した。

### 1970年代 / オランピア劇場 L'OLYMPIA 1970 〜 豪華絢爛スペクタクル
ダイナミックなライブ・ステージが本領と言われる。契機となったのは、1970年ニューヨークでの「ポップ・ロックそしてとてもソウルなジャズ・ベースでもって ≪最新で≫ 革新的な動きについて並はずれたテクニックを持っていた」アバンギャルドな黒人ダンサー、ジョジョ・スミス (Jojo Smith) のダンス・スタジオ通い。この体験は2月の2度目の自動車事故の1週間後に残る傷痕の治療のため訪れた音楽の街で深く傷心のシルヴィの心身に新たな力を注ぐものとなる。「自分の公演に身体的な広がりや深さを取り入れてより完璧な一人のアーティストでありたい」と考えていた。その年の大半ニューヨークに滞在。クラシック・バレエとは違ったスミスの新しい逞しい踊りに触発され、同年1970年9月のオランピア劇場公演を構想する。当時のフランスでは画期的となったモダン・ダンスを取り入れた本パリ公演、振付・演出はジョジョ・スミス。ゴスペル・R&B・ソウル・ポップが渾然一体となった若いヴォーカル・グループ、ボイズ・オブ・イースト・ハーレム (the Voices of East Harlem) の面々を連れスミス本人も出演した「SYLVIE A L'OLYMPIA 70」（同年10月発売）はキャリアのターニングポイントとなる。このブルーのライヴ・アルバムのジャケット写真にはシルヴィのバックで歌い踊るスミスやボイズ・オブ・イースト・ハーレムの姿がある。本公演のためフィリップ・ラブロ (Philippe Labro) と兄エディ・ヴァルタンは「La nuit（夜）」を製作。ギターと「Bad moon rising」で幕開け、「Love or let me be lonely」のバレエ、そしてスミス一座とボイズオブ・イースト・ハーレムが登場する「Let the Sunshine In」「Love, Peace & Freedom」でフィナーレとなる。会場にはブリジット・バルドー、N・ドロン、バルバラ、フランソワーズ・アルディ、ルイ・アラゴンらが姿を見せた。シルヴィは、ボイズ・オブ・イースト・ハーレムについてニューヨークでスミスに連れられてハーレムのアポロ・シアターで感動的なジャッキー・ウィルソンの公演を見た日と同様、街の通りで演じる彼らを初めて見た日を鮮明に覚えているという。
この1970年2月の（助手席に乗っての）自動車事故からの復帰公演となりキャリアのターニングポイントと言われる記念碑的オランピア劇場公演は、同年12月に後年ファンの間で伝説となるポートレート・ドキュメンタリー番組「Sylvissima」（シルヴィシマ/スィルヴィスィマ）でTV放映される。当時のフランスで≪画期的≫と言われたモダンダンスを取り入れたロックな本スペクタクルに向けたニューヨークとパリでのリハーサル風景と公演模様の2部構成。公演後の楽屋でフィナーレのジーンズ姿のまま壁を背に座りこみブーツを脱ぎ棄ててステージの幕引きに対する不満を吐き出して塞ぎ込み両手で顔を覆って泣く姿など本公演に掛ける26歳を迎えたばかりの若きエンターテイナー・シルヴィ・ヴァルタンの横顔。本オランピア劇場公演の後、監督フランソワ・レシャンバックの1972年ドキュメンタリー・フィルム「Mon amie Sylvie（モナミ・シルヴィ）」は1971年から1972年オランピア劇場公演までカリフォルニアから南米を旅するアーティストの公私の姿を収録。YSLのラメのジャンプスーツで「Shaft」を踊った1972年の同劇場公演後は大ホールに場所を移し、1975年から1983年はパレ・デ・コングレ (Palais des Congrès) やパレ・デ・スポール (Palais des Sports) にて、ショーアップされた長期に亘るスペクタクルを興行。
1970年7月、ニューヨーク録音の「Aime-moi（愛の経験）」そして「Les Hommes（悲しみの兵士）」、「Abracadabra」など収録のアルバム「Aime-moi」発表。1971年12月にロンドンのスタジオOlympic Sound Studiosで録音したシルヴィ・ヴァルタンの代表作「Sympathie」（日本盤「哀しみのシンフォニー」）を発表した。同アルバムには、「Suzan（スーザン）」「Annabel（アナベル）」「Une poignée de monnaie（一握りのお金）」「Parle-moi de ta vie（あなたのことを教えて）」「Comme un arbre arraché（はり倒された木のように）」など全11曲が収録された。日本では、12月末日にイタリアで録音され現地発売された「Caro Mozart（哀しみのシンフォニー）」（イタリア語）を追加収録し翌1972年発売。同曲は、ヴァルタンにとって、日本での最後のヒットとなった。この曲は「モーツァルト交響曲第40番ト短調K550第一楽章アレグロ」をモチーフに、ポップ調にアレンジ製作したものである。
1972年9月オランピア劇場公演。亡き父親（1970年7月逝去）へのオマージュ「Mon père（モン・ペール）」を発表し本公演で歌う。この72年公演はロサンゼルスにアパルトマンを借り一人息子ダヴィドや母親を呼び寄せてショー準備に励む。振付・舞台演出のハワード・ジェフレー (Howard Jeffrey) とリハーサルを行う。ショーの主作品であるシルヴィお気に入りのアイザック・ヘイズの「SHAFT」に乗せて男性ダンサー達と踊る。新曲「Mon père（モン・ペール）」、「Medley (Rock 'n' Roll music – Never been to Spain – Proud Mary)」、「A song for you」（Leon Russell レオン・ラッセル1970年作品）、クラシック・シャンソン「Ne me quitte pas（行かないで）」（ジャック・ブレル）などプログラムは様々なスタイルだが、それはシルヴィの意図する構成だった。シルヴィの興味は特定の音楽カテゴリーより音楽全体。本オランピア公演プログラムも「其々が当時の自分自身の状態と好みに合ったものだ」。1973年「Non je ne suis plus la même（愛のかたち）」大ヒット。

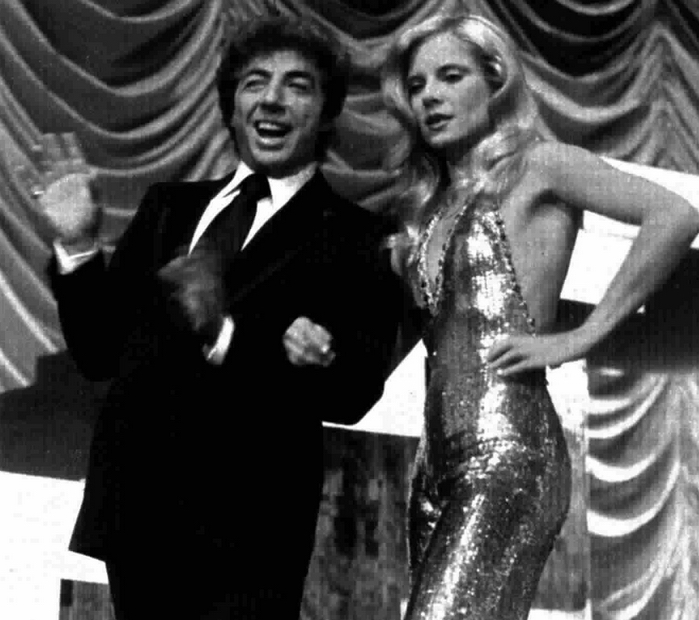
1970年代中頃 シルヴィ・ヴァルタン

1973年6月『サリュ・レ・コパン』誌のシルヴィの言葉「私はミュージック・ホールに恋している。私は一歌手だと思っていない、大ヒット曲が沢山ある歌手ではないしそれを望んでもいない。ヒット・パレードの思いのままになるようなことには怯えるだろう。私はステージで一連の多彩な要素を見せたい。私の公演にやって来る観客は歌だけを期待してはいない、多面的なスペクタクルを心待ちにしている。」
1975年秋、フランス国内サマー・ツアーの後に1か月間のパレ・デ・コングレ・ド・パリ初公演に臨む。振付・舞台演出ウォルター・ペインター (Walter Painter)。大勢のダンサーを従えた大掛かりな本公演は翌1976年2月と12月に追加がされた。オープニングとフィナーレは「Toute ma vie」（Osmond BrothersのLove meのカバー）。隣国イタリアでは国営TVでシリーズ・ショー番組「Punto e Basta」を持つ。1976年に「L'amour c'est comme les bateaux（愛の小舟）」、「Qu'est-ce qui fait pleurer les blondes ?（そよ風のブロンド）」が大ヒット。
1977年秋、パレ・デ・コングレに戻る。ボブ・マッキーの斬新な豹柄衣裳を纏った写真家ヘルムート・ニュートンによる公演ポスターとライヴ・アルバムのジャケットも話題を呼ぶ。パリの街頭の各所に約2m四方のその公演ポスターが連なって貼られる。振付・演出クロード・トンプソン (Claude Thompson)。アンディスピュテッド・トゥルース（The Undisputed Truth）、サイケデリック・ソウル・ファンクグループのYou+Me=Loveに乗せて赤い衣装で踊るバレー、豹柄衣裳で熱唱する「Ne pars pas comme ça」（同年にアメリカ・グラミー賞R&B女性シンガー賞を受賞したThelma Houstonの「Don't Leave Me This Way」のカバー）、そして白の衣装で広いステージを縦横に歌い踊る実兄エディ・ヴァルタン (Eddie Vartan) 作曲「Dancing star（ダンスィング・スター）」のフィナーレなど見せ場の多い1か月に亘る本公演は翌1978年3月20日から4月2日まで2週間の追加となる。観客の中にはモナコ王室のプリンス・プリンセスの姿も。またパリに居合せたミック・ジャガーも来場し楽屋も訪問した。1978年「Disco queen（ディスコ・クイーン）」、1979年12月には「Nicolas（初恋のニコラ）」が大ヒットし年末の『Paris Match』誌の表紙を飾る。

### 1980年代 / ロング・ラン 〜 私生活優先
翌1980年は特異な新曲「La chanson au brouillon」 で無邪気な子供達への眼差しを歌っている。私生活では一人息子ダヴィドが13歳である。年末から1981年3月ロサンゼルスに留まり2年前にサインしていた初冬からのパレ・デ・スポール・ド・パリ (Palais des Sports de Paris) 公演の準備に入る。3月下旬に来日し第10回東京音楽祭に審査員として出席。夏に「L'amour c'est comme une cigarette（愛はジダンの香り）」（Morning trainのフランス語カバー）がメガ・ヒットし、11月に長期間のパレ・デ・スポール初公演に臨む。振付・舞台演出Claude Thompson。ボブ・マッキー作シースルーの衣装で自ら演じたSYLVIEの文字がポスターとなった6週間スペクタクル、「Nicolas（初恋のニコラ）」のアンコール・シーン。会場にはタキシード姿のジョニーと息子ダヴィド、またカトリーヌ・ドヌーブ、ジャック・ドゥミ、ジョージ・チャキリス、アンドレ・テシネ、ロマン・ポランスキー、ナタリー・バイなど映画界からも多数訪れた。翌1982年1月初旬最終日を迎えるや直ぐに6週間のスイス・ベルギーを含む冬期ツアーに出発、8月に1か月の国内サマー・ツアー、そして12月ラスヴェガスのMGMグランドホテルへと続く。
1983年パレ・デ・コングレに戻りショーを開催。振付・舞台演出Claude Thompson。本公演は9月10日から11月20日まで11週間ノン・ストップというロング・ランで25万人を動員。休む間もなく11月28日から3週間の国内ツアーへ。翌1984年6月初旬に再婚後もロサンゼルスやアトランティック・シティで劇場公演をし夏にはフランス国内サマー・ツアー。

83年パレ・デ・コングレでの「11週間ノンストップ・ロングラン公演」の6-9週間後には同ホールはもう充分だという気持になる。86年アルバム「Virage」を最後にRCAから移籍するが同公演もRCA時代最後のパレ・デ・コングレ公演となる。2年毎の費用も膨大なパリ公演のため前々から計画し全て騒々しいリズムで送る生活にうんざり気味になり始めていたシルヴィは、家族生活に優先を置き直しこれまでと違う静かな暮らしを望むようになる。この記録的パリ・ロングランと翌84年の一万人の大観衆がひしめいた野外公演を含む熱狂のフランス国内サマーツアーを後に公演活動を5年間、1990年まで休止する。84年6月に再婚し又、一人息子ダヴィドが18歳になり私生活上大事な時期でもあった。新譜録音は行っているがそのような大観客の目の前から遠のくことはキャリア上の大きな決断となる。実際、アメリカ人と再婚しアメリカ西海岸でも生活するようになったこともあり、フランスの一般大衆は「シルヴィ・ヴァルタンはアメリカに移住した」との印象を持つ。
1979年にアメリカ進出を狙ったアメリカ的ワイルドな出で立ちのジャケットが際立つ全曲英語アルバム「I don't want the night to end（アメリカン・ナイト）」、1985年に「Made in USA」を発売。2作共、公式サイトのファン投票では其々の年代で「Sympathie」や「Confidances」と共に一番人気の、代表的アルバム。
1970年から1984年は大掛かりなスペクタクルで正にステージ活動、フランス全土と世界長期ツアーの黄金期。音楽だけではなく、ボブ・マッキーからイヴ・サンローラン、クリスチャン・ディオール、シャネル（ラガーフェルド）など、アメリカ・フランスのクチュリエによるオートクチュール衣裳も注目を浴びた。2004年10月から翌2005年2月まで、ガリエラ美術館 (Musée Galliera) が、「Sylvie Vartan, revue de mode（シルヴィ・ヴァルタンとモード展）」を開催。« revue de mode »の « revue »は、雑誌とスペクタクル公演 « magazine et spectacle » の2つの意味を持ち、展覧会は両方の側面から構成される。
1989年10月、数年のステージ・ブランクを経て、アルバム「Confidanses（バルタン気質）」を発表しステージ活動再開を告知。モノクロ・ジャケットに見る通り外見や装いも70年代半ばから83年までのスペクタクル時代のゴージャスさや85年アルバム「Made in USA」発売時のアメリカ的ワイルドさからもすっかり抜け出し、全体的にシンプルでスポーティーな一面が顕著になる。長いストレート・ヘアーにナチュラル・メーク、フラット・シューズやテニスシューズを履き、カジュアル・エレガンスが際立つ装いが見られた。

### 1990年代 / ソフィア初公演・ステージ活動再開
1984年6月に再婚しその後ステージ活動を一時休止するが、1989年東欧の社会主義体制が崩壊した翌年1990年ブルガリア・ソフィア初公演を契機に活動を再開し数年毎にパリ公演・国内外ツアーを行う。
1990年にエティエンヌ・ダオーのアレンジで再録した「Quand tu es là（ゲーム・オブ・ラブ）」がヒット。10月6日にソフィア初公演、1989年10月の新譜「Confidanses（バルタン気質）」から「C'est fatal（セ・ファタル）」「Il pleut sur London（ロンドンに雨が降る）」などの新曲に加え「Mon Père（モン・ペール / 私の父）」、ジョン・レノンの「イマジン」、ブルガリア・フォルクロールも含めたプログラムで観客4000人の前で歌う。またフランス文化を愛した祖父が幼少のシルヴィへよく歌ったシャルル・トレネの「Le soleil a rendez-vous avec la lune（太陽と月）」をエピソードと共に披露。同年12月フランスTVで放映され、またCDライヴ「Enregistrement public à Sofia」発売。また、兄エディとブルガリア赤十字社の下に人道支援団体「Sylvie Vartan pour la Bulgarie」を設立。
1991年1月22日から、湾岸戦争が勃発しパリ市街も不穏な中、パレ・デ・スポールにて3週間に亘って公演し久しぶりにファンの前に戻る。アメリカ人ジェリー・エヴァンス (Jerry Evans) の瑞々しい振り付けやリズミカルな曲目が光るポップ・ロック公演。オープニングの「Par amour, pour pitié（愛と同情と）」、「Dancing in the streets」、子供達が成長しかつての自分達のように飛び立って行くその心境を歌う未編集の新作 「Les enfans s'en vont（子供達は去って行く）」などを披露。1989年には一人息子ダヴィドが22歳で結婚し独立している。1992年6月に2週間の日本ツアー、アルバム「Confidanses（邦題：バルタン気質）」収録の新曲に加えア・カペラでブルガリア・フォルクロール「Moya Goro」を歌った。
同年1992年12月には夏にロサンゼルス録音の新譜アルバム「Vent d'Ouest（英訳：Wind from West）」発表。Michel Compte撮影のダンサー風シルエットのシルヴィのセピア色写真が新しくブックレットも含めてストーリーを持った作品。1993年夏、ア・カペラのカバー曲「Tes tendres années（テンダー・イヤーズ）」のヒットにより、長年一緒に仕事をしたベテランのミュージシャンやコーラスとの同時録音アコースティック・アルバム「Sessions acoustiques」を一気に製作。
1995年1月、新譜「Sessions acoustiques」をテーマにカジノ・ド・パリ (Casino de Paris) 初公演。収録曲に加えヌガロの「Le Cinéma」、フェレ「La vie d'artiste（アーティストの生涯）」、ブレル「La chanson des vieux amants（懐かしき恋人の唄）」などのクラシック・シャンソン、本公演限定のダイナミックな新曲「Je ne peux pas te quitter (comme ça)（こんな風に別れられない）」、また「Divertissement sur Cyrano（シラノのスケッチ）」 などテアトラルな側面も見せた新しいアコースティック・コンサート。
1996年、ファン達には長年のトレード・マークの一つだったロングヘアーからショートヘアーの軽快なスタイルに変え、アメリカとフランス両大陸に住むシルヴィのライフ・スタイルを映した「Back to LA」「Je n'aime encore que toi（あなただけを）」収録のヒット・アルバム「Toutes les femmes ont un secret（全ての女性は秘密を持っている）」を持ってオランピア劇場公演。
1997年7月に特別な新作CD「Sylvie Vartan chante pour les enfants（シルヴィ・ヴァルタン子供達に歌う）」を発売、フランスの伝統的な童謡やフォルクロールにシルヴィとエディが其々作曲した新作2曲を収録した絵本の様な装丁のアルバム。翌1998年、シルヴィはブルガリアから女の子を養女に迎えることになるが子供に対する愛情に溢れる。
1998年10月にフランス公共TV(F2)で放映された特別番組「IRRESISTIBLEMENT SYLVIE」がその年の音楽部門の最高視聴率に輝きCD発売される。
1999年秋は息子ダヴィドや兄エディの曲を含む「Sensible」を発表して再びオランピア劇場に戻る。この1999年公演「Tour de siècle」は第1部をほとんど1950年代の古き良きパリに捧ぐクラシック・シャンソン・メドレーという特殊なライヴ。後の2011年7月ニューヨーク初公演の際のインタビューの中でシルヴィはこの様に語っている：「フランスの歌のレパートリーに傾いたり、母が聞いていた歌へ（1999年の）パリ・オランピア劇場公演でオマージュを捧げたいと思ったのは、やっと2000年になる寸前のことです。16歳の頃はジャズやロックに夢中でした。両親は典型的なフランスの歌（クラシック・シャンソン）を聞いていました、シャルル・アズナヴールやレオ・フェレやジベール・ベコーです。私は遅くなってからこの素晴らしい歌の財産を発見しました。」

### 2000年代 / スペクタクル 〜 コンサート
2001年6月に重要なブレーンで最愛の兄エディ・ヴァルタンを見送った後メディアから遠ざかるが、2004年春に新譜「SYLVIE」を発表。主にイタリアのミュージシャン達（ショーにも出演）による作品を携えて全盛期のパレ・デ・コングレにて9月28日から10月10日まで2週間のスペクタクルを開催。若いダンサーを引き連れて歌い踊り本来のエレガンス・ダイナミズムを取り戻す。ほぼ同時期、パリ市モード博物館（ガリエラ美術館）にて4か月間の衣裳展「Sylvie Vartan, revue de mode（シルヴィ・ヴァルタンとモード展）」が開催される。合わせてELLE誌10月25日号の表紙に登場。また4月発売された自叙伝『Entre l'ombre et la lumière』（影と光の間で）がエッセー部門1位にランクされベストセラーとなる。
2007年春、1960年代の欧米のスタンダード曲を収録した新譜「Nouvelle Vague（ヌーヴェルヴァーグ）」を制作。「Il est 5 heures, Paris s'éveille（午前5時、パリは目覚める）」からボブ・ディランの「風に吹かれて」（フランス語ヴァージョン）、ビートルズの「Drive my car」そして「スヴニール・スヴニール（Souvenir, souvenir）」、「Stand by me」（イタリア語 / 日本盤ボーナス）まで、シルヴィがパリに移住した日の少女時代を象徴するような歌からアメリカン・ロックに夢中のリセ時代・思春期に聞いた歌などが収録されている。シルヴィは2004年刊行の自伝本で「私は悲しみや幸せで死んでしまわないために歌う」と書いている通り、当時シルヴィは数年来母の病状が重くて寝たきりの状態で大変に苦しい時期にいた。オリジナル作品だと製作に時間を要するため他アーティストの曲を歌って一呼吸し生気を取り戻したシルヴィ本人の「救いのアルバム」。しかし7月初旬の発売日直前、6月下旬に最愛の母が逝く。本作を携え開催した翌2008年3月のパレ・デ・コングレ公演は、トニー・スコッティが初めて舞台演出をし、従来のダンサー達の出演はない。この年はアーティスティックな面で急転換の年となる。≪観客により近く歌詞がより伝わるようなステージ≫を好むようになる。
2009年9月、ミュージシャンと直接同時録音のアコースティック新譜アルバム「Toutes peines confondues（悲しみは全て混じって）」発売と同時に、オランピア劇場でシルヴィ・ヴァルタンには新しいリサイタル形式のアコースティック・コンサートを開催。シルヴィ作曲を含む新作同様、母を亡くして間もないシルヴィが歌うシャンソン歌手バルバラの「Mon enfance（私の幼い頃）」が話題となる。ジョニー・アリディが第2部に連日ゲスト出演。続く国内外ツアーでイスタンブールからソフィアまで巡演。バルバラの「Mon enfance（私の幼い頃）」について、「バルバラの生き方が好きだ。ショー・ビジネスと距離を置いていた、そして自分の職業に対して大きな愛情を持っていた。『私の幼い頃』は私の同一体験だ。歌わずにいられない。私はその言葉に入り込むだけだ、目を閉じるとそこに自分自身を見る。私のテンポと感情のリズムで歌う」  又、他誌のインタビューの中で「レパートリーの中であなたを要約する歌はあるか？」の問いにこの歌を挙げて：「最近まで注意を払ったことがなかった。この歌の意図・事柄やその言葉に心を打たれた、それは私自身のものだった。バルバラが “mures écrasée /押し潰された木イチゴの匂い ” を思い浮かべる時にそれは明らか。子供の頃、私達の家の庭に大きな木イチゴの木があった、大きな布を敷いて木イチゴをその上に落とした・・・」

### 2010年代 / コンサート

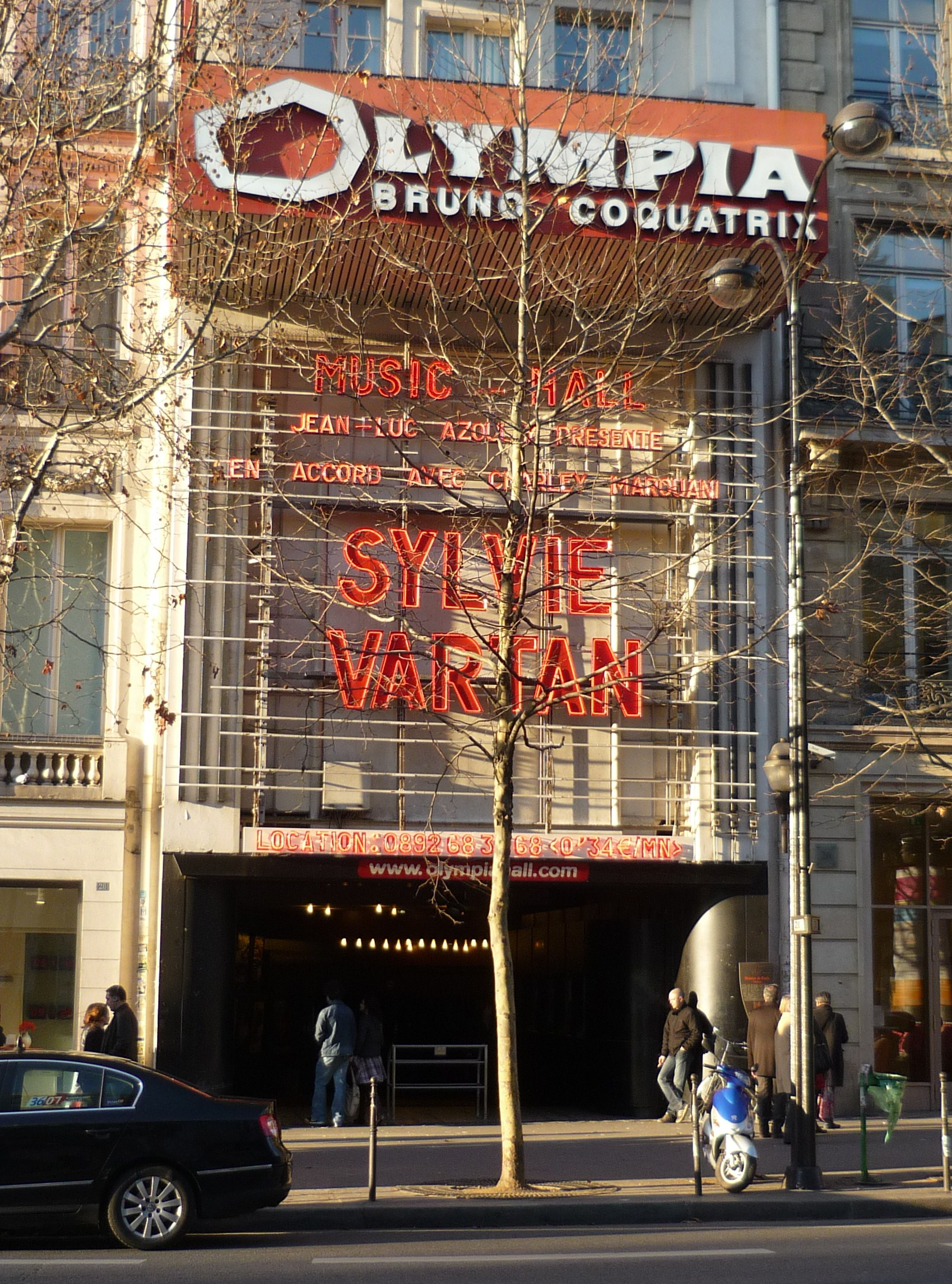
2010年パリ・オランピア劇場公演

2010年3月1日オランピア劇場公演ライヴCD / DVD「SYLVIE LIVE」発売。同劇場にて3日間の追加公演の最中に12月初旬のパリ・シャトレ座 (Théâtre du Chatelet) 初公演が決定する。11月に新譜アルバム『Soleil Bleu（ソレイユ・ブルー / 青い太陽）』をリリース。若手シンガー・ソングライター、ケレン・アンなどのプロデュース。ケレン・アンは作曲の他ミュージシャンやコーラスとしても参加。これに先立って9月21日公共放送フランス3はシルヴィ特別番組を放映。また、2年ぶりに来日し11月15日に在日フランス商工会議所の年次イヴェント・ガラGALA2010に招待されてアルバム・タイトルでもある新曲「Soleil Bleu（青い太陽）」（作者でシンガー・ソングライターJulien Doreジュリアン・ドレとのデュオ）を初披露。12月5日シャトレ座初公演は最新作『Soleil Bleu（青い太陽）』の初披露の場となる。プログラムは、アルバム全12曲中11曲が「Mon enfance（私の幼い頃）」と共に核となり全32曲。
2011年レコード・デビュー50周年を迎える。インタビューされる毎に、従来、自分のキャリアを祝うことに無関心であると話す。2009年9月オランピア劇場公演以来アコースティック・リサイタル・ツアーを行い、2010年11月の凱旋により9月30日から10月2日まで再びパリ・シャトレ座公演を行う。「コンサート・ツアー2011」はスペイン・バルセロナのカタルーニャ音楽堂、モントリオールとニューヨーク（ロウズ・リージェンシー・ホテル・ファインスタインズ（ボール・ルーム））、イタリアで公演。3月に一カ月間パリ8区のマリニー劇場 (Théâtre Marigny) で演劇出演をする。アメリカでロングラン上演された話題の作品（翻訳本『あのときわたしが着ていた服』）。女性5人が舞台に登場する朗読劇で5人の俳優は毎月交代で演じ総勢30人が出演。
11月にステージ・キャリア50周年を迎えて、11月23日に50周年記念コンサートをサル・プレイエル（Salle Pleyel）でソフィア・フィルハーモニー管弦楽団（Sofia Philharmonic Orchestra/指揮Deyan Pavlovパブロフ・デヤン）を伴って開催。2時間半を超える本特別公演にはフランスとブルガリア両国の文化大臣も姿を見せ2000人の観客を前に30数曲を歌った。プログラムは1964年の大ヒット曲「アイドルを探せ」（フランス語原題：La plus belle pour aller danser/踊りに行く一番の美人）でスタートし、ブルガリア音楽2曲「Oblatche le bialo」「Moya Goro」の他「Je croyais」(1976)を含むスタンダード・ヒット曲、また本コンサートのために制作された新曲2曲など、第二部は白いタキシード姿で登場し「La Maritza」（想い出のマリヅァ）や1972年以来コンサートの定番である「Mon père」（モン・ペール/私の父）そしてデビュー直後の十代のヒット曲メドレー、フィナーレではジャック・ブレルの「Quand on n'a que l'amour」（愛しかない時）を歌いあげ、最後に「Ma vie c'est moi l'ai choisie」（フランス語・ヴァージョン「My way」）を朗読した。公演後、ブルガリア文化大臣は同国勲章Saint Cyrille et Methode et Le Siecle d'orを授与、又レコード会社SonyRCAはこれまでレコード4千万枚を売上げた実績に対して特別トロフィーを贈った。翌日付Le Mondeル・モンド紙は「Toujours la plus belle pour aller chanter」（いつも、歌う一番の美人）の見出しで記事を掲載し「オーケストラは"シンフォニズム"はせず、当世風や流行に傾倒しない一つの行儀のいいバラエティーのアレンジに徹した。」「約40曲程を歌ったステージは記念公演という罠に掛からなかった。プレイエルで、シルヴィ・ヴァルタンはシンプルで心のこもった舞台魂だった」と結んだ。12月14日、フランス文化大臣から同国芸術文化勲章-等級コマンドゥーが授与され、その模様は高視聴率を誇る民放TF1のTVニュース13時が放映。「大臣は4千万枚のレコード売上を達成したスター・アーティストが持つ≪そのユーモアとプロフェッショナリズム≫を語りまたサル・プレイエル公演での≪その気品、ポエジーや陽気≫に言及した。」「この≪本物のアメリカ的ロックンローラー≫は≪B.バルドーやC.ドヌーヴよりも多く≫メディアに写真撮影されたとのこと。」 12月にサル・プレイエル公演ライヴCD2枚組そして2012年2月にDVDが発売される。
2011年はまた、1990年に今は亡き実兄エディ・ヴァルタンと共に設立した故国ブルガリアへの人道支援活動をする非政府団体 Association Sylvie Vartan pour la Bulgarieが20周年を迎える。特に新生児医療に尽くして来て多くの要請があると言う
2012年6月「The Ultimate Collection (Coffret des années RCA rééditions)」（RCA時代1961-1986のオリジナル41作品のリマスター・レプリカ復刻盤CD全集）が発売開始される。これはスタジオ録音盤、ライヴ録音盤（日本公演ツアー盤を含む）、TVコメディ・ミュージカル・ショー主演番組など初CD化を含めた正に全集。ミニチュア・ペーパースリーヴ（紙ジャケ仕様）でCD本体のデザインは黒のドーナツ盤。2013年末まで約1年に亘り限定生産されるコレクション・ボックス。日本ではフランス発売後に単品で発売。
2013年は2月初旬の日本公演（東京と大阪）から活動をスタート。日本公演後、3月5日パリで記者会見を開き今後の活動について、「2014年にカントリー・ロック・ポップな新譜を持って公演ツアーを予定」 。翌朝3月6日付ル・パリジャン紙は「尽きることのないシルヴィ・ヴァルタン」の見出しで写真入り会見記事を一面に載せた。5月に1963年以来50年ぶりにアメリカ・テネシー州ナッシュヴィルに戻り新譜を録音。猛暑の8月初旬、コルシカ島アジャクシオを含む南仏リゾート地での4日間野外≪シンフォニー・ツアー≫はパリ・サル・プレイエル公演（2011年）に優とも劣らぬ大盛況で閉幕。
10月14日に新譜「SYLVIE IN NASHVILLE」 をリリース。5月にカントリーロックをテーマに≪音楽の街≫ナッシュヴィルに戻りStarstruck Studiosにて録音した意欲作。マイケル・ロイド（Michael Lloyd）指揮の下、起用した現地名ミュージシャン達はニール・ダイアモンド（Neil Diamond）、スティング（Sting）、テイラー・スウィフト（Taylor Swift）などと仕事をした中堅。オリジナル新作とカバー （「I Like It I Love It」、「Cheveux au vent」 (Against the Wind)、「Mr. John B」(「Sloop John B」)、「Etrangere」他）から成る英語1曲含む全13曲。コレクター限定版には別に2曲収録。バイオグラフィー的な歌詞を持つナンバーも多い。新譜発売を控え、10月6日フランス国営放送F2のニュース番組に独占ゲストで出演、キャリア50周年を経てなお新譜制作・コンサート・映画出演とそれは全て進展するばかりだとのコメントで迎えられた。≪フランス語は響きが美しい文学的な言語、ただ私が好むリズム、アップ・テンポの音楽に合わせるのは・・・≫とその難しさにも触れた。10月14日、新譜リリース同夜に新譜独占披露コンサート、ショーケースをテアトル・ドゥ・パリThéâtre de Parisで開催。「ここ数年方向を模索しているように見えただけに歓迎すべき中軸の置き直しを行った。失っていた活力を取り戻している。シルヴィ・ヴァルタンが歌うカントリーは快い熱狂だ。彼女の人気によってフランスの大衆が持つカントリー音楽への頑固な誤解（カウボーイとバンジョーといった固定観念）が消えることを願う。」同日付Le FIGARO紙。別インタビューで ≪約10年ほど（2004年以降）歌詞を優先したむしろリサイタル的コンサートを行って来たその末に今はリズムを当初のようなロックを求めた≫  ≪たとえ新譜制作をしなくても公演をやれる、私はそのアイディアで溢れているから。例えば1970年オランピア劇場公演がそうだったように。≫  またLe Monde紙は「愛するものに忠実である、アメリカはエルドラド理想郷のままあるアルバムを出した。42枚目のスタジオ録音盤だ。エレクトリック・ギター、2拍子テンポ、十代の表情、カントリーのバイオリンを添えるといった60年代のリラックスしたロックの秘法に基づいて堂々と主張している。時は過ぎる幻想は長く続く。これらフランスとアメリカの出会いは教えるものがある、魂（精神）はアメリカ人で心（感情）はフランス人である。」「シルヴィは間違いなく本物の若き女性だ、2014年2月のフォリー・ベルジェール公演を約束する。」
2014年2月中旬に「SYLVIE IN NASHVILLE」を持ってパリ・フォリー・ベルジェール(Folies Bergere)にてコンサートを開催。幕間なしで（新譜とコレクター限定盤収録曲全15曲中）新曲14曲を含めて25曲以上を歌った。凝った舞台演出はなく音楽100%の新しいステージ。本番前2月8日のアヴァン・プルミエ（試演）について12日付Le Figaro紙は従来公演の定番であった往年のヒット曲を一つも歌わなかったことに触れて ≪彼女はあえてリスクを冒した≫ と会場にいたシルヴィの友人の一人である映画プロデューサーの称賛の言葉を載せ、又 「ナッシュヴィルはシルヴィ・ヴァルタンに感謝すべき」と書いた。

日本公演を4月16日から19日に東京と大阪で開催し、公演初日に新譜「シルヴィ・イン・ナッシュビル」が日本発売される。日本公演の後、ソフィア公演へ直行。1990年、2009年に続いて3回目の国立文化センターでの公演となる。広告も壮大で巨大な広告塔が街頭を飾り又ビルの外壁一面を覆う広告まで設置された。国を挙げての歓迎ぶりで大統領や文化大臣も来場。今回の訪問では、「Sylvie Vartan pour la Bulgarie/シルヴィ・ヴァルタン・ブルガリア人道支援団体」の現地病院への貢献活動（5万ユーロ相当の新生児医療機器を贈呈） に対しシルヴィ・ヴァルタンにソフィア名誉市民の称号が授与される。またブルガリア国営ラジオにて記者会見そして現地刊行されたばかりの2012年フランス刊行の自叙伝の翻訳版のサイン会など公演前後のイベントもあり過密日程をこなす。
6月から7月は新譜メインのパリ公演プログラムで昨年に続いてフランス国内サマー・ツアーに出る。猛暑の野外公演に5千人から1万人が集った。8月15日に70歳を迎えた。同日付Le Figaro紙は： 「年月の流れを感じさせない人たちがいるものだ、シルヴィ・ヴァルタンはそれに属する」。

2015年は2月から2013年に続いてナッシュヴィルでアルバム制作に入る。 4月にパリ・オランピア劇場公演。2013年発表のナッシュヴィル録音アルバムを中心に、自身の往年の名曲やナッシュヴィルで制作中の新譜収録予定の真新しいロック・ナンバーを歌う。音楽のジャンルを超えたアーティストであることを改めて強く印象に残した公演。翌日の仏紙 LE FIGARO が報じた通り "幕間なし" で約30曲をエネルギッシュに演じた。国営TV局F2もその公演模様をリポートした。9月から4か月間パリの劇場にて演劇初主演。コメディ作品で定評のあるイザベル・メルゴー（映画監督・脚本家・女優）との共演でチケット・セールスの上位を占める。11月にアルバム 「Une Vie en Musique」 （セルフカバー）を発売。シルヴィに由縁のある街、ソフィア、パリ、ロサンゼルスに因んだ全16曲を収録。同時期、1961年から1986年RCA時代シングル盤レプリカ復刻CD全集（コレクション・ボックス）が発売される。多方面で大活躍の年となる。

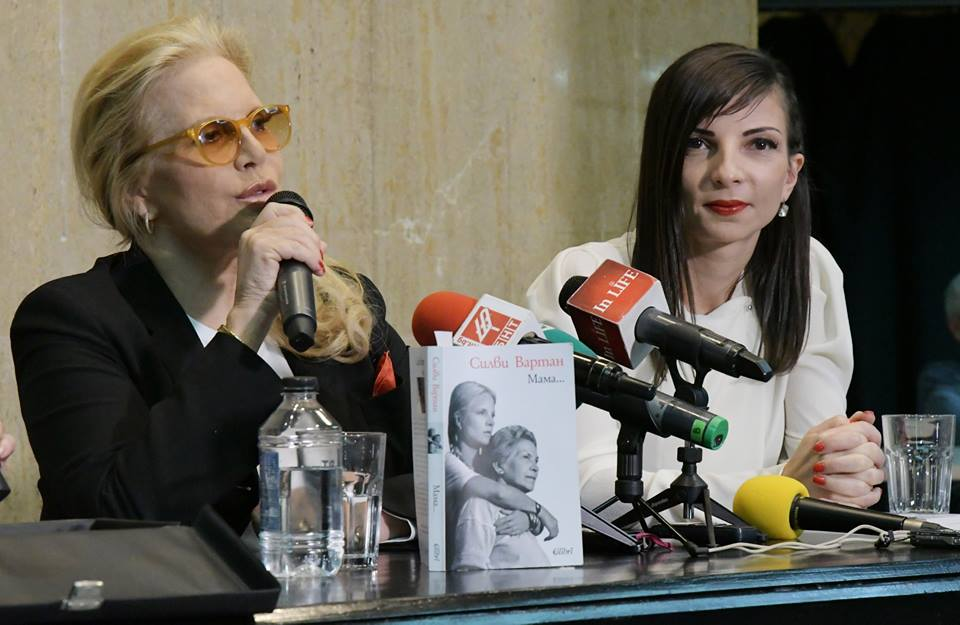
シルヴィ・ヴァルタン（写真左）2016年ソフィア - 母親の回想本のブルガリア語版刊行

2016年4月、約一世紀を生きた敬愛する母親（2007年逝去）の回想本を刊行。秋から2017年春まで2015年に好評だった主演コメディ演劇のフランス国内巡演。

本業の方は、2017年9月オランピア劇場公演（オランピア劇場初公演50周年を記念し、半世紀のキャリアを2部構成でスクリーン映像と共に動的な音楽で辿った）。
2018年3月16日と4月14日にグラン・レックス劇場で追加公演。同月はブルガリアの2都市で、それぞれ4,000人の観客を前に熱唱し喝采を受ける。5/30と6/1に4年ぶりに日本公演。シルヴィ・ヴァルタンは常にフランス公演と同じ名ミュージシャンや舞台照明の第一人者を伴って来日するが、今回も同様で、彼らとロック色濃い正味2時間30分（幕間20分含む3時間）のライヴで37曲を演じた。10月から12月にフランス国内及びベルギーでコンサート・ツアーをする。
2019年10月パリ公演（Grand Rex劇場）は、フランスの国民的ロック歌手ジョニー・アリディ(1943-2017)へのオマージュ公演で、プログラムの7割がアリディのレパートリーから。

### 2020年代 / コンサート
2021年12月にステージ・キャリア60周年を迎える。第50作目のスタジオ録音オリジナル・アルバム「Merci pour le regard」を発表。シルヴィ・ヴァルタンの「人生・アーテイスト人生）の反響」と言えるテキストが多い作品。発売と同時に、ヴァルタンには新しいリサイタル形式でパリ公演を開催(公演名: LE RECITAL)。幕間なし2時間の公演で、新譜から8曲を披露。10月11/12日: 老舗のエドワード7世劇場(Théâtre Edouard VII）、11月20日: サル・プレイエル(Salle Pleyel)。新譜発売の前日にパリ・マッチ誌(PARIS MATCH)の9月最終号の表紙を飾る（黒の革ジャン姿）。記事の締めはシルヴィ・ヴァルタンの言葉である ： 「この職業では、活動に終止符を打つのは死だけです。私は、可能な限り、何かを創り出せると思う限りステージに立つでしょう。素晴らしいですよね。そう思いませんか」。  エドワード7世劇場公演の翌日には、新聞社ル・モンド(LE MONDE)が批評記事を配信。　
2021年から2022年に亘って、フランスの各レコード・レーベル(RCA他）が、これまで発売されたアルバムをビニールLP（RCAはカラー・ビニール）で再発売する。　2022年4月、パリでウクライナ支援のためミニ・アルバム（５曲入りEP）を緊急制作して５月に発売。UNICEFを通して売上金全額をウクライナへ寄付。シルヴィの自伝的オリジナル作品の他に1990年10月ソフィア初公演ライヴからIMAGINE（ジョン・レノン1971年作品）を収録。
2024年1月末、シルヴィが最終コンサート「JE TIRE MA REVERENCE」 を発表。2024年11月に DOME DE PARIS - PALAIS DES SPORTS :  11月8から10日。1981年と1991年以来のパリ・ドーム（パレ・デ・スポール）。その2カ月後に追加公演が決定: 2025年1月24日から26日。会場は1970年代(1975-1976, 1978)、80年代のロングラン公演、そして2000年代も馴染み深い PALAIS DES CONGRES (パレ・デ・コングレ)。パレ・デ・コングレは1974年に開場した複合施設で、館内にシルヴィはその大会場でコンサートを開催した最初の歌手であることが刻まれている。2024年1月25日付フランスのパリジャン紙のインタヴュー記事通り、63年間歌い踊った大掛かりなライヴ（本領）に幕を引くが、全ての活動への終止符ではない。
2025年2月、第40回 Victoires de la Musique （ヴィクトワール・ドゥ・ラ・ミュージック - フランス最高峰の音楽賞) の名誉賞を受賞。また3月19日にフランスで公開され評判の映画　« Ma mère, Dieu et Sylvie Vartan »　に一瞬だが本人役で出演する。2021年によく売れた本（弁護士でラジオ・パーソナリティの自伝的小説）の映画化で、シルヴィ・ヴァルタンは題名通り主題の一部。シルヴィのヒット曲が挿入歌で数多く流れる。（「愛のかたち」「あなたのとりこ」「想い出のマリッヅァ」「恋のプロフィール」ほか）
2025年1月のパリ最終公演は年内にフランス国営TV(FRANCE 2)で放映され又、CＤとDVDが発売される。それに先駆けて5月にデュエット曲がリリースされる。（2021年の第50作目のスタジオ録音盤から作者（シンガーソングライター）がシルヴィとカバーした作品。彼の新作からのシングルカットされる）　

## 日本での成功
日本の洋楽シーンでは「アイドルを探せ」、「悲しみの兵士」、「あなたのとりこ」、「哀しみのシンフォニー 」など、1960年代半ばから1970年代に代表曲が多い。1965年5月、20歳の時に初来日。1970年代 (1970-1978) は北海道から沖縄まで過密日程にて3、4週間に亘る全国ツアーを行った。この時期、RCAは横断幕を持って羽田空港で出迎えた。70年代の長期公演ツアーの黄金期を経て現在までコンスタントに来日公演を開催。
- 1965年5月世界ツアーの一環で初来日し羽田空港には千人ものファンが殺到した。シルヴィは回想録（2004年フランス発売の自叙伝）の中で、フランスから遠い極東の国での成功・空港で制服姿の学生達が小さな旗を振って大歓迎する光景を見て驚いたと記している。当時の日本はまだ観光で訪れる人があまりいなかった時代でまた遠かったこともあり、アンカレッジ経由の飛行機の中はほとんどシルヴィ・ヴァルタン一行の貸切状態だった。羽田空港に到着直後には歓迎の横断幕「Bienvenue!! SYLVIE VARTAN」をバックにVictorレコード会社開催の記者会見に兄エディを伴って出席。エディ・ヴァルタン・オーケストラと共に約3週間の日本全国ツアーを行う。 　（1995年発売「RCAスタジオ録音全集1961-1986」のブックレットに来日時の写真が1枚載っている、街中の人力車の上で女子高生に取囲まれて彼女らが満面の笑みで一斉に差しだす紙に嬉しそうにサインしている姿だ。20歳のシルヴィは公演の合間にショッピングを楽しみ、青山辺りで買った麻の仕立ての良い女の子のワンピースを大変に気に入っていたようで約40年間も大事にキープしていた。というのも、フランスや日本の雑誌インタビューの中で2004年頃に一人娘のダリナ（当時7歳）に初めて着せたと話している）
- 1971年5月に6年ぶり2度目の来日、約一カ月のツアーではジャニス・ジョプリン の「ミー・アンド・ボビー・マギー（Me and Bobby McGee）」、ビートルズ「ゲット・バック（Get Back）」を披露。また滞在中に日本語でレコード録音、オリジナル曲「恋人時代」「女の時間」など見事な発音で歌い、レコード・ジャケットには「親日家」と評されている。「想い出のマリッツァ」「私のすべて」の日本語ヴァージョンも録音。73年にはクラシック・シャンソン、ジャック・ブレルの「行かないで（Ne me quitte pas）」を熱唱。
- 1978年は前年秋の壮大なパリ公演を持って更に華麗でダイナミックなダンスシーンを披露。（2012年フランスRCAが発売するオリジナル41作品リマスター・レプリカ復刻限定盤CD全集「The Ultimate Collection」に1971年と73年日本公演ライヴ盤が初CD化され日本語曲5作がボーナストラックで収録される。）
- 1985年には、前年にパリのシルヴィ・ヴァルタン・ダンススタジオをプランタン銀座に開いたこともあり、コカ・コーラ・ライトのCMに出演、同年発売の全曲英語アルバム「ダブル・エクスポジャー」収録曲「ライトな関係」が流れた。
- 1992年6月、前年1月のパリ・パレ・デ・スポール公演を持って来日し2週間の日本全国ツアー。新譜「バルタン気質」から「セ・ファタル」「ロンドンに雨が降る」、また流暢な日本語で長々と挨拶し「この歌を勇気と希望を失わずに戦い続けているブルガリアの人々のために歌いたいと思います」と締めくくり、ア・カペラでブルガリア・フォルクロール「Moya Goro」を披露した。この歌はパリ公演の前年1990年10月（東欧の共産体制が崩壊した翌年）のソフィア初公演で初めて歌っている。
- 1995年6月には（2月のパリ公演後に）横浜フランス映画祭に主演作「L'Ange Noir（黒衣の天使）」（邦題：甘い媚薬）を持って団長として来日。
- 2000年に入って、2005年と2008年にパリ・パレ・デ・コングレ公演を持って東京公演、新譜「永遠にあなたのとりこ〜愛しのシルヴィ」「ヌーヴェル・ヴァーグ」を披露し渋谷Bunkamuraオーチャード・ホールは連日満員。新譜の他に2005年は1965年20歳の初来日で録音し放映されたレナウンのCM曲 「レナウン・ワンサカ娘」 をシャネル（ラガーフェルド）の白いワンピース・ドレス姿で初めてステージで披露、このシーンはTV放映されている。（これは来日記念盤でもある2004年パリ公演DVD日本盤ボーナストラックだったことへの特別配慮と見える。）2008年には日本で1970年、1973年に大ヒットしたスタンダード曲、「悲しみの兵士」、「哀しみのシンフォニー」を約30年ぶりに披露。また日本到着日や翌朝にTV出演するなど精力的に活動。其々コンサート・プログラムが発行され、2005年の在仏ジャーナリスト・木立玲子の寄稿は哲学者ミッシェル・フーコーの言葉「プログレ・オン・ムーヴマン」の意外な連想で始まるがシルヴィ自叙伝（フランス2004年刊行のベストセラー）にまで触れながら分析、「一時代を印し、その存在自体が集団の記憶と化したアイドル歌手が、一人歩きしてしまった自分のイメージの罠に足をすくわれることなく新陳代謝し、前進し続けるのは容易な技ではない。しかしここに一人例外がいる。シルヴィ・バルタンである。歌手という職業を自分の手に取り戻す意志、客観性を備えていた。脱アイドル精神が、シルヴィ・バルタンというアイドルを時代を超えたアイドルに仕上げるという逆説。」また80年のフィガロ紙の記事を引用「彼女は、他人の視線を基準にして生きることの危険性をいち早く理解した」。2008年はフランス版プログラムの翻訳が一部載っていて47年のキャリア1961-2004年まで其々の年を振り返るシルヴィのコメントが記されている。
- 2010年11月に2年ぶりに来日、在日フランス商工会議所の年次イヴェント・ガラ (GALA2010) に招待されてANAインターコンチネンタル・ホテルにて特別コンサートをする。フランス発売目前の最新ポップ・アルバム「Soleil Bleu（青い太陽）」から同名の新曲「Soleil Bleu」を作者の若きシンガー・ソングライターのジュリアン・ドレ (Julien Dore) とデュエット初披露。
- 2011年4月30日、パリ8区のクラシックコンサート・ホールのサル・ガヴォ (Salle Gaveau) で開催された東日本大地震被災者支援チャリティー・コンサート「Tous en scène pour Japon」に出演。日本人演奏家も多く出演する中、65年日本でも大ヒットした「La plus belle pour aller danser（アイドルを探せ）」、「La Maritza（想い出のマリッヅア）」そして最新アルバム「Soleil Bleu（ブルーの太陽）」から「Sous ordonnance des étoiles（星の処方箋）」の全3曲を歌った。
- 2013年2月7日から11日にビルボード・ライヴ東京・大阪公演。65年のTVCM曲「ワンサカ娘」、最新盤から「Sous ordonnance des étoiles」（デュエット曲）や「Mon enfance」などクラシック・シャンソン4曲を含めて全15曲。アンコールはブレルの「Quand on a que l'amour（愛しかない時）」。「そこにシルヴィの強烈な個性が塗り込められ、ステージには、現在進行形の世界レベルの「歌」が立ち上がった。「流行」を消費せず、「文化」にまで高めるお国柄に脱帽。」「デュエット曲では、アルチュール H（アッシュ）の録音と共演。芸歴50年以上にして進化を続ける姿をみせつける。」[37]
- 2014年4月16日から19日に日本発売されたばかりの新譜「シルヴィ・イン・ナッシュビル」を持ってビルボード・ライヴ東京・大阪公演。ロックな新作から8曲と「Let it be me (Je t'appartiens)」（ジルベール・ベコー）含む全15曲にフィナーレはヒット曲4曲のメドレー。滞在中のラジオ・インタビュー[38]で、これほど長い間現役で活動することが出来るそのモチベーションを保つ秘訣を聞かれて、「変化すること」「常に新しいことにチャレンジすること」 とシルヴィ。
- 2018年5月末からの日本公演直前の5月29日、NHK夜の生放送の歌番組「歌のコンシェルジュ」に出演し、「アイドルを探せ」「あなたのとりこ」の2曲を披露。

### 来日公演・日本全国公演ツアー
- 1965年5月8日から20日（初来日）
- 1971年5月8日から26日
- 1972年5月9日から29日
- 1973年10月1日から15日
- 1974年10月1日から23日
- 1977年2月7日から28日
- 1978年5月25日から6月17日
- 1983年6月30日から7月4日 (東京、名古屋、大阪公演)
- 1984年4月25日から4月30日 (東京、大阪、京都公演)（4月25日: ホテル・メリディアン東京でティナー・ショー）
- 1992年6月19日から7月2日
- 1999年6月1日から6日（東京・六本木スイート・ベイジル - 毎夜2回公演/全12公演）
- 2005年3月28日から30日（3回公演、東京・渋谷Bunkamuraオーチャード・ホール）
- 2008年3月26日から27日（3回公演、東京・渋谷Bunkamuraオーチャード・ホール）
- 2010年11月15日（ANAインターコンチネンタル・ホテル、在日フランス商工会議所GALA2010にて特別コンサート）
- 2013年2月7日から9日/11日（Billboard Live 東京/大阪 - 毎夜2回公演/全8公演）
- 2014年4月16日、18日/19日（Billboard Live 大阪/東京 - 毎夜2回公演/全6公演）
- 2018年5月31日、6月1日（NHK大阪ホール/東京・渋谷Bunkamuraオーチャード・ホール）

### 日本TV出演
公演やイヴェントのため2018年までに20回以上来日している。初来日の1965年から1980年代前半までは来日中に人気音楽番組にゲスト出演し歌った。
- 1965年5月17日  フジテレビ 「ミュージックフェア」出演
- 1965年5月22日  NHKテレビ 「夢であいましょう」出演
- 1981年3月30日  TBS深夜番組「サウンド・イン"S" - Sound Inn "S"」で新曲「初恋のニコラ」を披露。前日の第10回「東京音楽祭」に審査員および外国審査員賞プレゼンターとして出演のため来日していた。（音楽祭で同席したアメリカ人、スコッティ・ブラザーズ・レコード会長トニー・スコッティと恋に落ち3年後1984年に再婚。）
- 1984年4月4日 フジテレビ「夜のヒットスタジオ」初出演
- 1980年代後半  テレビ朝日の番組「料理バンザイ!」がロサンゼルス宅を訪れて手製の「ムサカ」料理を紹介し素顔のシルヴィを放映。番組担当者を日本語で迎え入れた。
- 1991年1月11日 テレビ東京「音楽マイ・ラブ 〜 世界のトーク＆ミュージック」(Music My Love) はパリ16区にあるシルヴィの自宅でのインタビューを放映。「あなたのとりこ」が流れシャンゼリゼ大通りそしてシルヴィの白い邸宅と映像で始まる。「Double Exposure (Made in USA)」から「If you walk away」と1989年アルバム「Confidanses（バルタン気質）」から「ロンドンに雨が降る」のビデオ・クリップが流れる。このインタビューは前年1990年9月末に収録されたらしく、番組の中でシルヴィは「来週ブルガリア・ソフィアで初公演をします」と興奮気味に話している（ちなみにソフィア公演は10月6日開催）。また時代を超えて第一線でいるのは日々の努力かと聞かれ「この職業はサイクルが早いから努力していたら大変です。努力ではなくて、情熱です。」「アーティストは好きだからやっているのです」また、「アメリカのアーティストのプロ精神は尊敬しています」「各国のセンスィビリティを少しずつ吸収しているのかもしれません。そういう風にしてより完璧なアーティストになれるのだと思います。」
- 1995年6月  横浜フランス映画祭に主演作を持って来日の折、NHKのTVフランス語講座のインタビューに応じる。本業についても聞かれて「（2月に）カジノ・ド・パリ公演を終えたばかりなので、来年、日本公演ツアーが出来ればと願っております。」
- 2005年3月  「ザ・ワイド」のインタビューに応じ、番組中に例の「バルタン星人」人形をプレセントされ笑顔ながら戸惑う。
- 2008年3月6日  BS-iの音楽番組「Song To Soul」ー「永遠の一曲」で名曲「アイドルを探せ」（1963年19歳のアメリカ録音アルバム『Sylvie à Nashville（夢のアイドル）』収録曲）にまつわるエピソードを関係者などが語る。2008年3月末の来日公演を前に、2月パレ・デ・コングレ公演の真っただ中にシルヴィ・ヴァルタンを取材。公演でこの一曲を歌う場面も放映した。
- 2008年3月26日  来日した翌朝8時30分にTBS「みのもんたの朝ズバッ!」に生出演。普段はマリンのジャケットにテニス・シューズがお気に入りのシルヴィ、バスケット・シューズのプレゼントに思わず笑顔を見せた。「私は家庭好きで、乱雑・対立する色・過激なモード・先の尖った靴・へそ出しが嫌い。それどころか、私はバスケット＆白い靴下！」2010年12月12日フランス・ラジオ
- 2011年7月26日  ニューヨークのフジテレビ「トゥデイズEye」で7月26・27日のニューヨーク初公演のため現地入りしたシルヴィのインタビューを放映。4月パリで行われた東日本大震災被災者支援チャリティー・コンサート出演の際に購入したという胸に小さな日の丸そして白で希望と刺繍されたネービーブルーのポロにコンバースの真っ白なバスケット・シューズ姿で出演。
- 2014年5月15日から5月27日  衛星放送Music Air 「Ma Headlines」で4月来日公演中に行ったシルヴィ・ヴァルタンのインタビューを放映。
- 2018年5月29日  NHK夜の生放送の歌番組「歌のコンシェルジュ」に出演。「アイドルを探せ」、そして「あなたのとりこ」を披露し "Irresistiblement" はファルセットを歌った。

### レナウン「ワンサカ娘」TVCM
1965年5月、20歳の時に初来日した機会に制作された婦人服製造卸・レナウンの「ワンサカ娘」のTVCMで、1万ドル（当時のレートで360万円）のギャラで歌った。CMソングとしてヒットした。「ドライブウエイ、プールサイド、テニスコート、ロープウエイ」などの英語の歌詞で「イエイエ」が連呼されたこの歌は、1961年に小林亜星が作曲した。シルヴィの他に複数の日本人歌手が歌い、「1965年から1966年がシルヴィ・ヴァルタンだった」「6年間も歌い継がれ、この頃が絶頂だった」と評された。

### あなたのとりこ
原題：Irrésistiblement

作詞：ジョルジュ・アベールGeorges Aber、作曲：ジャン・ルナールJean Renard。

フランス本国でのリリースは1968年7月、日本での初回発売は1969年1月。
この時点での注目度は低かったが、1970年11月に再発売すると人気に火がつき、
「オール・ジャパン・ポップ20」
（1967-1986年 文化放送制作・12局ネット 洋楽チャートラジオ番組）
で1971年1月18日〜2月1日の3週連続で最高位2位を記録した。
1999年1月には榎本加奈子主演の「可愛いだけじゃダメかしら?」のOPテーマとなり、2001年9月に公開された映画「ウォーターボーイズ」の挿入歌に使用され、2002年5月には一カ月間オリコンチャートの上位をキープするリバイバル・ヒットとなった。
その他にも、テレビCMで繰り返し使用されている。
- 1987年 キヤノン EOS 650
- 2002年 サントリーフーズ・緑水
- 2004年 全日本空輸・羽田空港国内線第2ターミナル開業
- 2009年 麒麟麦酒・ホップの真実
- 2011年 スズキ・エコカー
- 2013年 花王ソフィーナ: オーブクチュール

まさに歌詞の通りに「過ぎ行く時の中で 何度も引き寄せられて」半世紀近いロングラン・ヒットとなった。

## フランスTV・名ドキュメンタリー・フィルム（1970/1972 - オランピア劇場公演）
「Sylvissima - Sylvie Vartan」（1970年12月9日放映）
ディレクター・監督： クロード・バロア（Claude Barrois）。「本ドキュメンタリー・フィルムは全てのシルヴィ・ヴァルタン・ファンにとって正に夢」と言われるポートレート記録映画。1970年9月の「画期的」パリ・オランピア劇場公演の際に彼女がその年に滞在していたニューヨークそしてパリにて収録された。ポップな本スペクタクルは同年2月の助手席に乗っての自動車事故遭遇からの復帰公演でもある。シルヴィは「当初何時もそばにいるカメラが気になった、でも直ぐにその存在を忘れ準備に没頭」し公演を迎えた。「ダンサーは厳しい、一夜にして成れない。一緒に踊るダンサー達は皆10年来踊っている」とシルヴィ（当時25歳）。リハーサルに明け暮れた。ニューヨーク滞在中「ダンサー、ジョジョ・スミスとの出会いから初めて自身で構想したスペクタクル」だけに、熱の入った華奢なシルエットで励むダンス・シーン、幕引きに対する不満を吐き出す感情的なシーンなどアーティストの素顔・クリエーターの現場風景。身心の傷とそのコンプレックスと共にエンターテイナーの道を歩み始めたシルヴィ・ヴァルタンの記念碑的公演までを描く。放映から約40年を経た2011年「奇跡的」に見つかりINAの修復を経て同年11月、シルヴィのステージ・キャリア50周年記念公演を目前に初めて（Télé Mélodyが）再放映。
第一部：オランピア劇場公演準備 - リハーサル（ニューヨークの振付師・黒人ダンサー、ジョジョ・スミスらと）、イヴ・サンローランのアトリエ衣装制作・試着、スタジオ録音、カリタ美容室、TV出演（公演プロモーション）、公演ポスター印刷・街頭への設置、パリ・ヴァンドーム広場でカルロス（タレントで前マネージャー兼世話役）と、シルヴィの楽屋、公演初日の夜（ブリジッド・バルドー、ジョニー・アリディ、支配人ブルーノ・コカトリらの激励）、第二部：オランピア劇場公演全容
「Mon Amie Sylvie」（友人シルヴィ）（1972年11月25日放映）
監督：フランソワ・レシェンバッハFrancois Reichenbach。レシェンバッハが1971年から72年パリ・オランピア劇場公演まで世界中を旅するシルヴィ・ヴァルタンを追って撮影した記録映画（劇場公開ではなくTV放映された）。パリ郊外に所有するお城の森で小さな一人息子と遊ぶ姿から南北アメリカでの旅先生活、スタジオ録音、そして「SHAFT」をイヴ・サンローラン作ジャンプスーツで踊る本スペクタクル主要シーンやシルヴィ・ヴァルタン特有の黄金の長髪を前に激しく流して観客に応えるアンコールを含め公演模様も多く収録。この公演からリハーサルはダンサーの多い西海岸ロサンゼルスで行って来た。フランスで本作は何度も再放送されている。
収録曲：「わけは聞かないで Ne me demande pas pourquoi」、「ディリンダム Dillindam」、「ロックンロール・メドレー Medley Rock n'roll」、「あなたの名前 Je t'appelle」「モン・ペール Mon pere」「シャフトSHAFT」（バレー）、「狼Loup」、「Non c'est rien」、「行かないで Ne me quitte pas」「ソング・フォー・ユー Chanson pour vous」「出発Partir」

## フランスTV・シルヴィ・ヴァルタン特集番組 / 1990年 - 現在
プライム・タイム放映の1時間から2時間半の企画番組。
1998年の「Irrésistiblement SYLVIE」 は高視聴率を獲得してCD化され日本でも発売された。
- 1990.11: Sylvie en Bulgarie （F2報道番組Envoye Special / ブルガリア初帰国リポート）
- 1994.11: Sylvie Sa Vie （Canal+ / ポートレート・インタビュー番組）
- 1998.10: Irréistiblement SYLVIE （F2 / 音楽番組）
- 2000.3: Qu'est-ce qui fait rêver Sylvie ? （TF1 / 音楽番組）
- 2005.4: Au rythme du cœur （F2 / 音楽番組）
- 2005.9: Entre l'ombre et la lumière（F3 （「影と光の間で）」2004年ベストセラー自叙伝と同タイトルのポートレート・インタビュー番組）
- 2010.9: Tout le monde l'appelle SYLVIE （皆は彼女をシルヴィと呼ぶ）（F3 / ミュージカル・フィルム）
- 2015.9.30: Sylvie raconte Vartan （Paris Premiere/ ポートレート・ドキュメンタリー）

## 私生活

### 語学
フランス語の他、英語、イタリア語、スペイン語、ブルガリア語と5カ国語に堪能。日本語を勉強していた時期もあるという

### 好きな事柄
- 趣味の一つが写真で、「対象は主に子供と動物」とのこと。
- 音楽： R&B, Jazz, Rock'n' Roll[42]
- 花：クチナシ (gardenia) の花[43]
- 色：白[43]
- 男性の長所：誠実、寛大[43]
- 女性の長所：同上[43]
- 美徳：優しさ / 善良さ[43]
- 住みたい所：パリ、山岳の湖の傍[43]
- 詩人：ボードレール、ランボー[43]
- 音楽家：チャイコフスキー、モーツァルト、エルトン・ジョン[43]
- 歴史上の人物：ナポレオン[43]
- 歴史上のヒロイン：ジャンヌ・ダルク[43]
- 実社会のヒーロー：偉大な科学（研究）者[43]
- 実社会のヒロイン：マザー・テレサ[43]

### 芸能一家
エディ・ヴァルタン (Eddie Vartan)
7歳年上の実兄。音楽や美術に長ける父親譲りで、幼少にピアノを習い始め子供時代に既に学校でその音楽の才能を認められる。ソフィア・コンセルヴァトワール（音楽院）で学び、15歳でパリ移住後は楽器ホルンを入手、パリ国立高等音楽・舞踊学校で音楽の勉強を続けると同時にジャズ演奏に傾倒しトランペットに移行する。法学部に進むがジャズ好きが嵩じジャズ・トランペッターとなりバンドを持ち当初パリ・ブルーノートで演奏をした音楽家。ラジオEurope no.1でジャズ番組を持つダニエル・フィリパッキ (Daniel Filipacchi、後のアシェット・フィリパキ・メディア社長) やジャズ専門家達と親交があり、DECCAのアーティスティック・ディレクターとなる。当初はシルヴィのプロデューサーであり、作曲家として生涯重要なブレーンであった。1960年代は自身の楽団、エディ・ヴァルタン・オーケストラ (Eddie Vartan Orchestre) を率いてシルヴィのスタジオ録音や国内外公演を指揮し又、多くの曲を書いた。映画音楽も製作。1990年にブルガリアでの少年時代を書いた自伝小説「Il a neigé sur le mont Vitocha（ヴィトシャ山に雪降る）」Editions Fixot刊。2001年6月19日パリにて64歳で逝去。
シルヴィへの主要作品：「Les vacances se suivent」1962年、「Je voudrais être garçon」1965年、「Sur un fil」1967年、「La nuit」1970年 / オランピア劇場、「California」1971年、「Toi mon aventure」1974年、「Dancing star」1977年、「Jour après Jour」1975年、「Orient-express」1981年、「Aimer」1982年、「Lucie」1983年、「P'tit bateau」1997年、「Les robes」1998年
トニー・スコッティ (Tony Scotti)
現在の夫。シルヴィが歌手ジョニー・アリディと離婚した翌年1981年3月、招待された第10回東京音楽祭の席で出会ったイタリア系アメリカ人で映画・音楽プロデューサー。互いに運命的な一目惚れで恋に落ち3年後の1984年6月2日にロサンゼルスで再婚。シルヴィが云うには、トニーは思春期の一人息子ダヴィドに不可欠な父親として大きな存在であった。トニーもまた2回目の結婚となり彼は子供は無かったため「ダヴィドを育てることはとても大きな喜びであった」と語っている。また彼の音楽界デビュー前後にも尽力した。シルヴィはパリに住居を持つが、以来家族の住むロサンゼルスを拠点に活動する。2人の間にはダリナ (Darina) という養子の一人娘がいる。1998年に生後6ヵ月で養女に迎えたブルガリアの子供である。
ジョニー・アリディ(Johnny Hallyday)
最初の夫でフランスの国民的人気ロック・シンガー。1965年に21歳で20歳のシルヴィと結婚。翌1966年に一人息子のダヴィド (David) が誕生するがその直後には早や離婚を望むシルヴィに対しジョニーは自殺未遂を起こすなど若きスター・カップルの結婚生活は常に波乱万丈であった。15年後の1980年11月4日シルヴィの意思で離婚。「若過ぎた2人は全てをマスコミに曝される中、それでも17年を共にした。ジョニー・アリディは何時も家族同様。」とシルヴィは公言している。
ダヴィド・アリディ (David Hallyday)
ジョニー・アリディとの一人息子でアメリカ育ち。1966年8月14日ブローニュ＝ビヤンクール生まれ。幼少からドラムに夢中でドラマーを夢見ていたが、1985年にシンガー・ソングライターとしてデビュー。フィルム・プロデューサーでもある。デビューした1985年4月に来日し日本発売シングル「Tonight you're mine」を披露。童顔だが骨太のハスキー・ボイスのロッカー。ドラムに魅せられたのはかつてシルヴィ・ヴァルタンのブレーンでドラマーだったトミー・ブラウン (Tommy Brown) の影響だと話す。1987年ファースト・アルバム「True Cool」でDisque d'Or受賞、1989年シングル「High」がフランスで大ヒットし第1位を獲得。90年代に「ブラインド・フィッシュ」というグループも結成し数年間アメリカ巡演をする。1999年には彼の祖父（シルヴィの父）へのオマージュ、「Tu ne m'as pas laissé le temps」が約100万枚の大ヒットとなった。他アーティストにも曲を提供していて、同年、全曲を手掛けた父親ジョニー・アリディのアルバムはジョニーの一番売れた作品。自身のアルバムもDisque d'Orを多く受賞している。1989年に22歳で結婚し2人の娘（長女:1995年誕生イローナ/Ilona、次女:1997年エマ/Emma）を持つが、2004年に再婚し同年一人息子Cameronが生まれて私生活は3人の父親。若い頃から子供を愛するシルヴィは子供や孫達と一緒に大家族でヴァカンスを過ごす。ダヴィドは自分の子供時代の母シルヴィについて聞かれて： 「小さい頃、母は必要以上に自分をマスコミからかばった。冷静で平等で凄く公正な考え方をする人で弁護士にぴったりだ。母は厳しかったが優しかった。でも自分にだけではなく周りの誰に対しても本当に優しかった。」（2004年フランス雑誌） シルヴィにはパーソナルな歌も多い。ダヴィドへ捧げる歌：Ballade pour un sourire / 微笑みのバラード(1966録音) -「シルヴィ・バルタン恋を歌う / Il y a deux filles en moi」収録、「Le roi David（ダヴィデ王）」1969年録音、1971年日本盤「恋人時代」収録。
マイケル・ヴァルタン (Michael Vartan)
シルヴィの実兄エディ・ヴァルタンの長男、1968年ブローニュ＝ビヤンクール生まれ。アメリカで活躍する俳優で、シルヴィの一人息子ダヴィド・アリディ (David Hallyday) と同様に1970年代初頭からアメリカ育ちである。

## エピソード

### モード・シルヴィ・ヴァルタン (Création Sylvie Vartan)

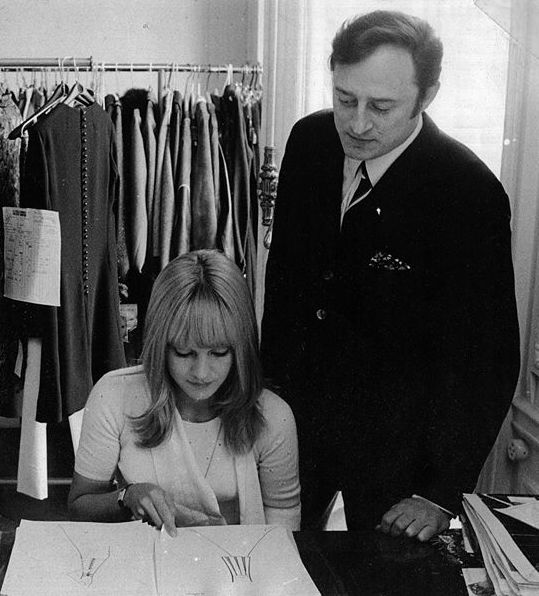
「クリエイション・シルヴィ・ヴァルタン」のデッサンをするシルヴィ・ヴァルタン　1968年 （左腕の様子から同年4月の自動車事故（左腕骨折）の後である。

1965年から1970年まで「Création Sylvie Vartan」と称したプレタポルテ・コレクションを発表。『ELLE』誌の表紙を飾り毎回紹介される。ヴィクトル・ユーゴ通り (Avenue Victor-Hugo) にパリ第1号ブティックを開き、フランスに他3店舗とベルギーにも出店。（2015年11月フランスで出版(MARTINIERE BL)されたモード写真集「LE STYLE VARTAN」にパリのブティックの写真が掲載されている。)　本コレクションに加え、シルヴィは特に1960年から1970年代、長い手足・華奢なシルエットが注目され、『ELLE』や『Vogue』誌上において、YSLなどクチュリエ製作のオートクチュール（ジャンプ・スーツからミニやドレスまで、様々なファッション）に身を包み、ヘルムート・ニュートンなどの撮影に応じた。

### ダンス・スタジオ (Sylvie Vartan Dance Studio)
1980年代にフランスでダンス・スクールを開いていた。1984年4月、東京銀座に百貨店プランタンが進出した際に、最上階に同名のダンス・スタジオをオープン。フランスのスタジオ閉鎖と共に東京校も閉鎖。シルヴィ・ヴァルタンは1970年からアメリカにも暮らし始めるが、以来2004年までのショー振り付け師は全てアメリカ人を起用した。1970年代は振り付け師と共にラスベガスなどでほとんどのショーを見たという。

### トニー・スコッティ (Tony Scotti)
シルヴィが自分の分身といい両手を広げて信頼する夫。1981年3月に第10回東京音楽祭の席で出会い3年後の1984年6月にロサンゼルスで再婚。トニー・スコッティは東京音楽祭の審査員として常連で1980年から1986年まで務め、シルヴィは1981年と1983年から1986年まで審査員やプレゼンターとして招待されている。トニーはアメリカ東海岸ニュー・ジャージー州出身。大学卒業後、西海岸ロサンゼルスに移り俳優・歌手としてスタートするが、間もなく兄弟3人で会社設立、音楽・映画プロデューサーとして成功している。シルヴィはTVや雑誌インタビューでトニーについて訊かれる毎に笑顔でこう表現する「トニーのような男性に出会うのは難しい、彼は突然私の目の前に現れ大きな扉から入ってきた『un oiseau rare（珍鳥）』、私はもう戸に鍵を閉めてしまいました!」

### ジャン・リュック・アズレ (Jean-Luc Azoulay)
1965年、医学生だったジャン・リュック・アズレはシルヴィの熱狂的ファンとなりファン・クラブを作って初代代表となる。1968年にシルヴィの秘書兼マネジャーのカルロスがシルヴィと一緒に歌い始めてタレントになると大学を中途退学してその役目を引き継ぐ。シルヴィのアメリカ暮らしが益々頻繁になる1976年までシルヴィに従って日本を含め世界中を巡演した。後にプロダクションを設立、現在はフランス最大オーディオ・ヴィジュアル企業の一つで多数の関連会社を持つ。2004年に初めてシルヴィ・ヴァルタンのショーをプロデュースし2005年の日本公演にも同行。アズレは、シルヴィの下でショー・ビジネスについて学んだと話している。

### ジャン・ルナール （Jean Renard）
1967年から7年間シルヴィの音楽制作主要ブレーンの一人ジャン・ルナール。2011年シルヴィのステージ・キャリア50周年記念パリ公演に姿を見せた。1967年知人から人気歌手に曲を提供することを薦められ当初ジョニー・アリディへの曲を持ってジョニーも来るはずだった新譜録音中のシルヴィがいるスタジオを夜訪れる。シルヴはジョニーは来られないため替って自分が聴いて彼に話しても良いと言う。ルナールはピアノに向かったが自分で歌い出す、終わって見るとシルヴィは白い顔をして泣いていた。再演を促されるが途中シルヴィは「この曲は私の方に向いている!」と言い出して遮る。その翌日にシルヴィの音楽ディレクターの仕事を提示される。

主作品： Par amour, par pitié(愛と同情と), Deux mains（二つの手）, 2'35 de bonheur（2分35秒のしあわせ）, Irrésistiblement（あなたのとりこ）, La Maritza（想い出のマリザァ）, Aime-moi（愛の経験）, Les hommes qui n'ont plus rien à perdre（悲しみの兵士）, J'ai un problème（危険な関係/J.アリディとのデュオ）, L'amour au diapason（恋人を探せ）

### 自動車事故遭遇 (1968/1970)
- 1968年4月11日（23歳）、デビュー時からの一番の親友が同乗していたシルヴィ運転の車に、無免許の学生が運転する車が暴走して突如激突。助手席の女性は亡くなり、シルヴィは左腕を骨折。この女性は学生時代ジャーナリストとしてシルヴィにインタビューした際に意気投合。モードに興味を持つ無邪気な2人の映像や写真が多く、シルヴィのコレクションのため一緒にデッサンしたり同じ洋服を着たり姉妹のよう。シルヴィの長男の名付け親でもある。「シルヴィは自責の念ですっかり心を閉ざした」[46]
- 1970年2月20日（25歳）の2度目の事故は、当時の夫でロック歌手のジョニー・アリディが凍った夜道を運転中、横道にそれて大破、助手席にシルヴィと後方にミッキー・ジョーンズなどミュージシャンが同乗していた。シルヴィはフロント・ガラスで顔面を負傷。まもなくニューヨークの傷跡治療の名医から皮膚の形成外科手術を受けた。自身のスペイン・ツアー出発前の時間を割いて国内巡演中のジョニーに会いに行った際の不運。『Jours de France』1970年3月19日号の表紙は事故前のポートレート写真である。ストレートの長く豊かな髪、前に流した短い前髪、ダーク・ブラウンか黒のニット、首元にシルクのスカーフを巻きBCBGの若い女性の記念写真風だ。傷痕は完璧には消えなかった。

2009年10月フランス雑誌のインタビューと後のフランス2のテレビ番組インタビューの中でシルヴィは、2度の交通事故（身心の大試練）を乗り越えられたのは「一人息子のダヴィドが居たから」、また「若さという力」と答えている。

### 「私は流浪の人」（Je suis nomade.）
「私はいつも同じように生きている。それは私のカールマ（運命）の一部。何処かに長く滞在したことがない。旅をせずにいるのは不安。不動は死と同義。私にはこの物凄いリズムが必要、でも又その一方で大きな平和や、やりたいことをする機会を求めている。ロサンゼルスに居る時は確かに平穏だがパリやフランスが直ぐ恋しくなる！ 実際に、フランスは私の国、ブルガリアは郷愁（両親）の国、そしてアメリカは夢の国（愛する人の国）・・・」
「私は同じ場所に住みついたり同じことに留まったことがない・・・・、公演プログラムは毎回少し違う、もちろん観客の期待に応えてスタンダード曲は歌うが何時も前のどれかを諦めて新たに別の曲を歌っている。私にとり一番大切なことは新しい感情を見つけること。ルーティーンにならないこと。私は小さい頃からアーティストとはルーティーンから抜け出して別の新しい人生を生きることだと思っていた。」

## 人道活動 - ブルガリア人道支援団体(Association Sylvie Vartan pour la Bulgarie/1990-)
ブルガリアは8歳で離れた故国。1990年10月、東欧の共産体制が崩壊した翌年に亡命後初めて訪れて、幼少時代を過ごしたソフィアでコンサートを開催。この模様は、フランス公共放送局Antenne 2が同行し収録、人気報道番組「Envoyé Spécial」で放映。本コンサートはまた同年クリスマス夜に放映された。1991年に公演ライヴCD「Live Enregistrement Public à SOFIA」も発売された。シルヴィ・ヴァルタンは、約40年ぶりの帰国で見た故国の貧しさに心を動かされて、同年1990年12月24日、実兄エディ・ヴァルタンと共にブルガリア赤十字社の元に人道支援非営利団体 「Association Sylvie Vartan pour la Bulgarie」（シルヴィ・ヴァルタン・プール・ブルガリィ）を設立。主目的は子供達の救済。
若い頃から大変な子供好きで有名なシルヴィは、恵まれない子供達や老人救済を中心に、孤児院や産院含む病院に新生児医療機器・器具などの物資・設備を提供する。ロジスティクスはブルガリア赤十字社が担当。規模が小さい団体で≪小数が篤志で活動して無駄なく最大限に寄金を支援先に向けている。私は子供達に確実に資金が届くことに強い拘りを持っています。≫。 個人的にも多大に尽力して地道な活動を続ける。クリスマスには子供達に贈物を届ける。事務局長は≪シルヴィは孤児院を訪れる度にその子供達皆を自分の養子にしたいと思っている≫と微笑む。又2010年からパリ・トロカデロ広場(Jardin du Trocadero)のクリスマス市に参加してシャレーでアソシエーションが毎年アーティストに依頼し制作する特製カードなどを販売。小さいながら近年その支援は文化的分野にも及び歴史的な修道院の改修へも参加している。
毎年パリのブルガリア大使館にて定例会を開催し自ら出席する。ブルガリア現地を定期的に訪れて現状を確認するなど、ブルガリアでは社会的活動でも知られている。特に新生児医療に力を入れて活動し多くの要請に応じている。≪donne et il te sera donné.（ルカによる福音書）、私にとりこの与えるという考え方は不可欠なのです。≫
ブルガリアは≪愛する両親の国≫そして不穏な時代ながら一番幸福だった時は≪子供時代≫と言う。また2011年フランス雑誌のインタビューの中で好きな風景を訊かれて≪バルカン半島の山奥にある小さな湖≫。シルヴィ・ヴァルタンはどの季節も山岳地方が好きたという。

## ディスコグラフィ

### 日本発売シングル
| 発表      | レーベル 型番          | A 面 B 面 | 備考                             |
| --------- | ---------------------- | --- | -------------------------------- |
| 1963/12   | Victor SS-1380         | いつでもあなたを I'm watching you 悲しき雨音（フランス語） En écoutant la pluie(Rhythm Of The Rain)                                                    | 日本デビュー盤 配給:日本ビクター |
| 1964/7    | Victor SS-1447         | 恋の涙 Ne t'en vas pas ツイスト・アンド・シャウト Twiste et chante (Twist & Shout)                                                                     |                                  |
| 1964/3    | Victor SS-1407         | おセンチな17才 Tous mes copains 思い出のダンス・パーティ Tous mes copains                                                                              |                                  |
| 1964/11   | Victor SS-1476         | アイドルを探せ La plus belle pour aller danser 恋のショック Si je chante                                                                               | 同名映画挿入歌                   |
| 1965/03   | Victor SS-1507         | 私を愛して Car tu t'en vas あなたは罪人（ラ・ラ・ラ） La la la                                                                                         |                                  |
| 1965/06   | Victor SS-1544         | ジョニーはどこに Il n'a rien retrouvé 本当の友だち L'ami des mauvais jours                                                                             | 同名映画より                     |
| 1965/08   | Victor SS-1566         | ラ・ヴィ・サン・トワ（あなたのいない人生） La vie sans toi ダン・テ・ブラ（あなたの腕の中に） Dans tes bras                                            |                                  |
| 1965/10   | Victor SS-1550         | 恋のとりこ（英語） I made my choice あなたの腕の中に（英語） One more day                                                                              | ナッシュビル録音                 |
| 1966/1    | Victor SS-1628         | 恋の瞳 Je le vois 涙を見せないで Pour ne pas pleurer                                                                                                   |                                  |
| 1966/5    | Victor SS-1668         | 恋の果てに C'etait trop beau ジャックの眼を Et pourtant je reste La                                                                                    |                                  |
| 1966/8    | Victor SS-1686         | 恋のプロフィール Il y a deux filles en moi 朝日の彼方に Il faut trouver son coin de ciel                                                               |                                  |
| 1967/5    | Victor SS-1730         | 微笑みのバラード Ballade pour sourire 助けてあげたい Sauve toi                                                                                         |                                  |
| 1967/10   | Victor SS-1762         | しあわせの2分35秒 2'35 de bonheur 太陽のない子 Un Enfant Sans Soleil                                                                                   |                                  |
| 1968/3    | Victor SS-1783         | 恋はイエイエ（恋はナンバーワン）L'amour est No.1 二つの手 Deux mains                                                                                   |                                  |
| 1968/6    | Victor SS-1803         | 男の子のように Comme un garçon 夢の小鳥 L'oiseau |                                  |
| 1969/1    | Victor SS-1849         | あなたのとりこ Irrésistiblement すべてをあなたに Je suis comme ça                                                                                      | 1970/11/5再発売時にヒット        |
| 1969/5    | Victor SS-1874         | 想い出のマリッツァ La Maritza きれいな人形 Jolie poupée                                                                                                |                                  |
| 1970/1    | Victor SS-1917         | 愛のフーガ Ballade pour une fugue おやすみの日 C'est un jour à rester couché                                                                           |                                  |
| 1970/3    | RCA SS-1928            | ズン・ズン・ズン（イタリア語）Zum zum zum ベイビー・カポネ Baby Capone                                                                                 |                                  |
| 1970/7/5  | RCA SS-1955            | 悲しみの兵士 Les hommes (qui n'ont plus rien à perdre) 将軍になれたら Si j'etais genergal                                                              |                                  |
| 1971/4    | RCA SS-1992            | 愛の経験 Aime-moi あなたの腕に抱かれて Dans tes bras                                                                                                   |                                  |
| 1971      | RCA SS-2102            | 恋人時代（日本語） 女の時間（日本語） | 日本録音                         |
|           | RCA SS-2133            | アブラカタブラ Abracadabra 恋の告白 Apprends-moi |                                  |
| 1972/3/25 | RCA SS-2155            | 哀しみのシンフォニー（原題は Caro Mozart , 原曲はモーツァルト作曲の交響曲第40番の第一楽章。歌詞はイタリア語） メディシン・マン Médecine man            | 配給:ビクター音楽産業            |
| 1972      | RCA SS-2180            | 愛に生きるわたし Riche あなたのことを教えて Parle-moi de ta vie                                                                                        |                                  |
|           | RCA SS-2212            | ハウ・ドゥ・ユー・ドゥ（イタリア語）La Gioventu' ハウ・ドゥ・ユー・ドゥ（キャシーとガリバー 英語）How Do You Do                                        |                                  |
| 1973      | RCA SS-2243            | 悲しきジプシー（フランス語）C'était la belle vie (Gypsies, Tramps And Thieves) 君のともだち（フランス語）Un jardin dans mon cœur (You've Got a Friend) |                                  |
| 1973      | RCA SS-2297            | 愛のかたち Non je ne suis plus la même あなたが愛するなら Va, si tu l'aimes                                                                            |                                  |
| 1973      | RCA SS-2317            | 愛のシネマ La vie c'est du cinéma メロディ・マン Melody man                                                                                            |                                  |
| 1974      | RCA SS-2363            | 恋人を探せ L'Amour au diapason いとしき若者（デルタの夜明け） Toi le garçon(Delta Dawn)                                                                |                                  |
| 1975      | RCA SS-2446            | 哀しみのアバンチュール Toi mon aventure ダドゥ・ロン・ロン Da dou ron ron                                                                              | 配給:RVC                         |
| 1976      | RCA SS-3001            | そよ風のブロンド Qu'est-ce qui fait pleurer les blondes ? 悲しい手紙 La lettre                                                                         |                                  |
| 1977      | RCA SS-3079            | 愛の小舟 L'amour c'est comme les bateaux La meilleure fille en moi                                                                                     |                                  |
| 1978      | RCA SS-3131            | 哀しみの祈り Je vivrais pour deux Bla bla bla |                                  |
| 1978      | RCA SS-3148            | ディスコ・クイーン（愛しのジョニ―） Disco queen シデレ・シデラル（星にしびれて）Sidere sideral                                                         |                                  |
| 1979      | RCA SS-3192            | 恋のスーパーギャル Fumée 愛の日々 Jours aprés jours |                                  |
| 1979      | RCA SS 3228            | アメリカン・ナイト I don't want the night to end Distant shores                                                                                        |                                  |
| 1980      | RCA SS-3264            | 初恋のニコラ Nicolas 美しき魔術 Merveilleusement désenchantée                                                                                          |                                  |
| 1981      | RCA RPS 65             | 愛はジタンのかおり（9時から5時まで） L'amour c'est comme une cigarette(9 to 5) Toute une vie passe                                                     |                                  |
| 1983      | Scotti Brothers 7Y0040 | UCLA スウィート・トーク Sweet talk | フランス未発売 配給:キャニオン   |
| 1982      | Scotti Brothers B1094  | ダブル・エクスポジャー Double exposure Out of control                                                                                                  | Maxiシングル                     |
| 1983      | Scotti Brothers 7Y0053 | 悪女（フランス語） Ta vie de chein 愛は蜃気楼 Disparue                                                                                                 | 中島みゆきのカバー               |
| 1985      | Scotti Brothers 7Y0086 | ライトな関係 Running scared 恋のハートビート Heard it in a heartbeat                                                                                   | コカ・コーラ・ライトTVCM使用曲   |

### フランス発売シングル
| 発表 | |
| ---- | --- |
| 1961 | 恋のハプニング La Panne d'essence(Out of Gas) (avec Frankie Jordan), 悲しきスクリーン Quand le film est triste                                         |
| 1962 | ロコ・モーション Le Locomotion(The Loco-Motion), おセンチな17才                                                                                        |
| 1963 | 悲しき雨音, いつでもあなたを, 恋のショック |
| 1964 | アイドルを探せ, ジョニーは何処に, オー・プリティ・ウーマン L'homme en noir(Oh, Pretty Woman)                                                           |
| 1965 | 恋のとりこ Cette lettre-là(Made My Choice), ゲーム・オブ・ラブ Quand tu es là (The Game of Love)                                                       |
| 1966 | 恋のプロフィール, スループ・ジョン・B Mister John B.(Sloop John B), 愛と同情と Par amour, par pitié                                                    |
| 1967 | しあわせの2分35秒, 男の子のように |
| 1968 | あなたのとりこ, 想い出のマリッツァ, 男は必要なもの On a toutes besoin d'un homme, ベイビー・カポネ                                                     |
| 1969 | ズン・ズン・ズン, 悲しみの兵士, 愛のフーガ |
| 1970 | 愛の経験, わたしのすべて J'ai deux mains,j'ai deux pieds,une bouche et puis un nez, バッド・ムーン・ライジング C’est bon de vous voir(Bad Moon Rising) |
| 1971 | 狼 Loup, あなたのことを教えて Parle-moi de ta vie, ディリンダム Dilindam, アナベル Annabel                                                             |
| 1972 | 哀しみのシンフォニー, モン・ペール Mon père, Pour lui je reviens                                                                                       |
| 1973 | 危険な関係（ジョニー・アリディとのデュオ） J'ai un problème(duo avec Johnny Hallyday), 愛のシネマ, 恋人を探せ, いとしき若者（デルタの夜明け）          |
| 1974 | スワニーのために Je chante pour Swanee, リロイ・ブラウンは悪い奴 Bye Bye Leroy Brown (Bad, Bad Leroy Brown)                                            |
| 1975 | 夢のラストタンゴ La drôle de fin, Danse-la, chante-la, Pour que je t'aime de tout mon corps                                                            |
| 1976 | そよ風のブロンド, Le temps du swing(House Of Swing), 愛の小舟                                                                                          |
| 1977 | 太陽の中の恋 Petit Rainbow, Georges |
| 1978 | ディスコ・クイーン, Solitude, Je chante encore l'amour                                                                                                 |
| 1979 | アメリカン・ナイト, 初恋のニコラ |
| 1980 | パタパタ Tape tape (Pata Pata) |
| 1981 | 愛はジタンのかおり（9時から5時まで）, オリエント・エクスプレス Orient-Express, Ça va mal, Aimer                                                        |
| 1982 | サマー・ソング La sortie de secours, Manana tomorrow                                                                                                   |
| 1983 | 初恋のように La première fois qu’on s'aimera (avec Michel Sardou), フラッシュダンス Danse ta vie（What a Feeling）, Lucie, Le dimanche, Encore         |
| 1984 | 愛のひととき Des heures de désir, Hold-up au sentiment                                                                                                 |
| 1985 | ダブル・エクスポジャー, One shot lover |
| 1986 | Rien à faire, Tu n'as rien compris |
| 1987 | Femme sous influence |
| 1989 | セ・ファタル C’est fatal, Il pleut sur London |
| 1990 | Quand tu es là |
| 1992 | Qui tu es |
| 1993 | テンダー・イヤー Tes tendres années |
| 1995 | Quelqu'un qui m’ressemble |
| 1996 | あなただけを Je n'aime encore que toi, Back to L.A., Quelqu’un m’attend                                                                                |
| 1998 | Sensible, Darina, Les Robes, Ma vérité |
| 2004 | 大変なこと Ce n'est pas rien, La neige en été, Au rythme du cœur                                                                                       |
| 2007 | Il est 5 heures, Paris s'éveille, J'attendrai |
| 2009 | 私はブルースを歌う Je chante le blues, L'un part, l'autre reste, Toutes peines confondues                                                              |
| 2010 | Je me détacherai, La prisonnière, Personne, Soleil Bleu (avec Julien Doré)                                                                             |
| 2011 | Je viens vers vous, On entre en scène |
| 2013 | Cheveux au vent, I like it I love it, Mr. John B. |
| 2025 | Tout reste a dire (Duet with singer-songwriter, Léonard Lasry) (the song was originaly written for her 50th studio album 2021: Merci Pour Le Regard)   |

※日本発売曲の原タイトルは「日本発売シングル」を参照のこと

### オリジナル・アルバム
| 発表                     | レーベル 型番                  | タイトル 収録曲目 | 備考                                                     |
| ------------------------ | ------------------------------ | --- | -------------------------------------------------------- |
| 1962 (仏 LP)             | RCA 430.103                    | プルミエ Sylvie 悲しき慕情/悲しきスクリーン/恋はスイング/夢であなたと（ベイビー・イッツ・ユー）/夢のバカンス/レッツ・ダンス/ロコ・モーション/.恋がいっぱい/おセンチな17才/ゴン・ゴン/想い出のダンス・パーティ/裏切らないワ/ドリーム・ベイビー/ホワッド・アイ・セイ | ◎CD化有                                                  |
| 1963 (仏 LP)             | RCA 430.137                    | ドゥジェーム Twiste et chante ツイスト・アンド・シャウト/レ・クル・ドール/ソー・ロング・ベイビー/カミン・ホーム・ベイビー/モナミ/いつでもあなたを/同英語版/悲しき雨音/アイ・ガット・イット/恋人同士/私を選んで/セイ・ママ | ◎CD化有                                                  |
| 1964 (仏 LP)             | RCA 430.154                    | 夢のアイドル À Nashville 恋のショック/しあわせな私/モンキー・タイム/わたしを愛して（英語）/祭りの気分/ミーン・ウーマン・ブルース/アイドルを探せ/アイ・ウィッシュ・ユー・ウェル/ドゥム・ディ・ラ/もう泣かない/わたしを愛して（フランス語）/ラ,ラ,ラ （米・ナッシュビル録音） | ◎CD化有                                                  |
| 1965                     | RCA                            | パリからの贈り物 A Gift Wrapped from Paris あなたの腕の中に/恋のはじらい/ワン・モア・タイム/恋のうわさ/恋のとりこ/マイ・ボーイフレンド/泣きたいほどの恋/わたしを愛して/アイ・ウィッシュ・ユー・ウィル/しあわせな私/アリー・ウープ/遊びじゃない（全曲英語） | ◎CD化有                                                  |
| 1966 (仏 LP)             | RCA 431.012                    | 恋を歌う Il y a deux filles en moi 恋のプロフィール/ゲーム・オブ・ラヴ/すてきな夢の世界/朝日の彼方に/恋のとりこ/ターン,ターン,ターン/もし貴方がいなかったら/あの日/あの人は帰ってくる/悲しくても苦しくても/恋の果てに/レスキュー・ミー | ◎CD化有                                                  |
| 1967 (仏 LP)             | RCA 441.029S                   | パリより愛をこめて 2'35 de bonheur 二つの手/私は踊る/太陽のない子/どうしようもなかったの/愛と同情と/愛をわたしに/しあわせの2分35秒/ヤンを愛さないで/しあわせの8時20分/あなたのポケットの中で/恋はナンバー・ワン（恋はイエイエ）/少女のなやみ | ◎CD化有                                                  |
| 1968 (仏 LP)             | RCA 730.016                    | シャンソン・イエイエの女王 Comme un garçon 男の子のように/夢ははかなく/雪の降る夜/何が私を/蝶々を追って/やがて、来る日が/私の遺言/夢の小鳥/愛のきずな/ある夜二人は/太陽のパラダイス/私はキッド/男の子のように（英語）/ベイビー・カポネ | ◎CD化有                                                  |
| 1968 (仏 LP)             | RCA 740.039                    | パリの妖精 La Maritza 想い出のマリッツァ/もうちょっとだけ/太陽をかくした/きれいな人形/あなたのとりこ/男は必要なもの/太陽に向かって/二隻の船/彼は帰ってくる/沈黙/金の葉 | ◎CD化有                                                  |
| 1970 (仏 LP)             | RCA 740.045                    | 愛の経験 Aime-moi | ◎CD化有                                                  |
| 1971 (日 LP)             | RCA SHP-6226                   | 恋人時代 ※日本独自企画盤 恋人時代（日本語）/たくさんの愛とすこしの忍耐/わたしの小さな影/女の時間（日本語）/狼/あなたの名前/愛のフーガ/他 |                                                          |
| 1972 (仏 LP)             | RCA 440.753                    | Sympathie（※日本盤タイトル=哀しみのシンフォニー） La Moitie Du Chemin （※日本盤は「哀しみのシンフォニー」に差替）/スーザン/愛に生きるわたし/メディシン・マン/伐り倒された木のように/一握りのお金/君の友だち/カリフォルニア/アナベル/あなたのことを教えて/ディリンダム/いつか会う日まで | ◎CD化有                                                  |
| 1973 (仏 LP)             | RCA 440 763                    | 危険な関係 J'ai un problème | ◎CD化有                                                  |
| 1973                     | RCA                            | 愛のかたち Non je ne suis plus la même 愛のかたち/悲しきジプシー/ハウ・ドゥ・ユー・ドゥ/あなたが愛するなら他 |                                                          |
| 1974                     | RCA                            | 夢のおはなし〜スワニーのために Je chante pour Swanee TVミュージカル・ショー ジーグフェルド・フォリーズ/ドゥリドゥリダム/ふたりの小さな娘たち/絵の具の色/ローレルとハーディ/インディアナ/ベビー・カポネ/バブル・バブル/兵士たち/パリ・シルヴィー/スワニーのために | ◎CD化有                                                  |
| 1974                     | RCA                            | 恋人を探せ L'amour au diapason |                                                          |
| 1974 (仏 LP)             | RCA FPL10062                   | 哀しみのアバンチュール Les chemins de ma vie (Shang Shang A Lang) | ◎CD化有                                                  |
| 1974 (日 LP)             | RCA SX261                      | サバの女王 La raine de Saba ※日本独自企画盤 サバの女王/恋はみずいろ/愛の讃歌/枯葉/別れの朝/風のささやき/愛の休日/ロックン・ロール・マン/行かないで/バン・バン/ダドゥ・ロン・ロン/ケ・サラ | ◎CD化有                                                  |
| 1975 (仏 LP) （日DVD）   | RCA FPL20095 COBY-5171         | マッド・フレンチ・オン・TV Show Sylvie Vartan TVミュージカル・ショー | ◎CD化有 ◎DVD日本盤 日本コロムビア                        |
| 1976 (仏 LP)             | RCA FPL10122                   | そよ風のブロンド Qu est-ce qui fait pleurer les blondes? | ◎CD化有                                                  |
| 1976 (仏 LP)             | RCA FPL10186                   | 愛のひとりごと Ta sorcière bien aimée 愛のひとりごと/愛の小舟/神様の贈り物/私の楽園/あなたの瞳に/幸せ/スウィング・タイム/あなたがいれば/素敵な恋人/スーベニール(思い出)/あなたとの明日 | ◎CD化有                                                  |
| 1977                     | RCA                            | Petit Rainbow |                                                          |
| 1977 (仏 LP)             | RCA PL37111                    | 哀しみの祈り Georges | ◎CD化有                                                  |
| 1977 (仏 LP)             | RCA PL37021                    | ダンシング・スター Dancing Star TVミュージカル・ショー | ◎CD化有                                                  |
| 1978 (仏 LP)             | RCA PL37221                    | 恋のスーパーギャル Fantaisie | ◎CD化有                                                  |
| 1979 (仏 LP)             | RCA PL13015                    | アメリカン・ナイト I don't want the night to end プロデューサー=デニー・ディアンテ（全曲英語） アメリカン・ナイト/プリーズ・ステイ/イージーラブ/はるかな渚/愛のやすらぎ/ピュアー・ラブ/くよくよしないで/キープ・オン・ロッキン/踊ろう、恋のリズム/ホット・タイム・トゥナイト | ◎CD化有                                                  |
| 1979 (仏 LP)             | RCA PL37363                    | 愛のエッセイ Déraisonnable | ◎CD化有                                                  |
| 1980 (仏 LP)             | RCA PL37457                    | モナムール Bienvenue Solitude | ◎CD化有                                                  |
| 1981 (仏 LP              | RCA PL37562                    | 愛はジダンの香り Ça va mal | ◎CD化有                                                  |
| 1982                     | RCA                            | 愛のあれこれ De choses et d'autres | ◎CD化有                                                  |
| 1983 (仏 LP)             | RCA PL37814                    | フラッシュ・ダンス Danse ta vie | ◎CD化有                                                  |
| 1984 (仏 LP)             | RCA PL37699                    | 愛のひととき Des heures de désir (ジョン・デンバー参加の「Love Again」収録) | ◎CD化有                                                  |
| 1985 (独CD)              | Intercord INT845.09            | ダブル・エクスポジャー Made in USA プロデューサー=リッチー・ワイズ （全曲英語） DOUBLE EXPOSURE/ ONE SHOT LOVER/ IF YOU WALK WAY/ LET ME SHOW YOU HOW/ I SAW MARY/ OUT OF CONTROL/ WRAP YOUR ARMS AROUND ME/ RUNNING SCARED/ HEARD IT IN A HEARTBEAT/ HOOTING STAR | ◎CD化有                                                  |
| 1986 (欧CD)              | RCA PD71175                    | ターン Virage PRODUCED BY EDDIE VARTAN FOR RCA. RIEN A FAIRE/ J'EN AI TELLEMENT REVE/ VERSION ORIGINALE/ LE VIRAGE (M.MALLORY/ DAVID HALLYDAY) / JE TOMBE AMOUREUSE/ TU N'AS RIEN COMPRIS/ AVANT (FR. BASSET/ EDDIE VARTAN) / TOUT A ETE DIT (S. LEVY/ EDDIE VARTAN) / EN 42/ JAMAIS DE TA VIE | ◎CD化有                                                  |
| 1989 (欧CD) (日CD)       | PHILIPS 8420192 PPD20          | バルタン気質 Confidanses セ・ファタル/それは当然…/ロンドンに雨が降る/美男のカメラマン/ヴィヴァ/ボルドー〜サンフランシスコ/待っていた人/穏やかなブルー/時を追いかけて/セ・ファタル（マキシ・ヴァージョン） | 日本配給： ポリグラム                                    |
| 1992 (欧CD)              | PHILIPS 5129942                | Vent d'Ouest Qui tu es/Barrio Chino/Dernier acte/Les aventures a l'eau/Plus et encore/Dirty dancing/Cerfs volants/Sur tes levres/Earth and air/Je m'entraine/Je veux qu'il m'aime |                                                          |
| 1994 (欧CD) (日CD)       | PHILIPS 5189642 UICY1152       | フレンチ・アコースティック Session Acoustiques ●往年のヒットの再録 悲しき慕情/おセンチな17才/スループ・ジョンB. /アイドルを探せ/悲しき雨音/愛のきずな/恋のとりこ/愛とあわれみ/裏切らないワ/オー・プリティ・ウーマン/太陽に向かって/カミン・ホーム・ベイビー/思い出のマリッツァ /愛と同情/テンダー・イアーズ | 日本配給: 2002.12.18 ユニバーサル                        |
| 1996 (欧CD) (日CD)       | Mercury 5288952 KTCM1049       | 全ての女性は秘密も持っている Toutes les femmes ont un secret バック・トゥ・L.A./あなただけを/強がりの私/男が老いる時/全ての女性は秘密を持っている/愛の言葉/愛の行方/ひとりで過ごす夜/行かないで/冬の一日/あなたの映画/誰かが待っている | 日本配給: 1996.11.25 キティ→ ユニバーサル                |
| 1997 (欧CD)              | Mercury 5347612                | フランス童謡集vol.1 Sylvie Vartan chante pour les enfants volume 1 |                                                          |
| 1998 (欧CD)              | Mercury 5381172                | Sensible Sensible (Didier Barbelivien)/Darina (Didier Barbelivien)/ODESSA (Jay Alanski)/Ma Verite (Eric Chemouny)/David Hallyday)/J'aime un homme marie (Marc Lavoine)/Fabrice Aboulker)/L'infidele (Eric Chemouny/ David Hallyday)/Si tu veux plus d'moi (Jay Alanski)/Je l'aime (Michel Mallory)/Les Robes (Eric Chemouny/ Eddy Vartan)/Reversibilite (Charles Baudelaire)/Jen-Louis Bergheaud)/L'aure amour (Michel Jouveaux)/Richard Cocciante) |                                                          |
| 1998 (欧CD)              | Mercury 5385642                | フランス童謡集 vol.2 Sylvie Vartan chante pour les enfants volume 2 | 1+2集セット有り                                          |
| 1999 (欧CD) (日CD)       | Polydor 5461262 UICY1153       | シルヴィ・ウィズ・フレンズ Sylvie with friends TVミュージカル・ショー 太陽の中の恋 モノラル/そよ風のブロンド/プリーチャーマン/恋のハプニング/モン・ペール/あなたのとりこ/あなただけを/私に似ている誰か/ロックン・ロール日和/愛すること/アイドルを探せ/男は必要なもの/男の子のように/パルティール | 日本配給: 2002.12.18 ユニバーサル                        |
| 2004 (欧CD) (日CD)       | Universal 9818461 UICY1280     | 永遠にあなたのとりこ〜愛しのシルヴィ Sylvie (2004) 夏に雪/大変なこと/アルゼンチン・タンゴ/あんなに愛し合ったのに/理由(わけ)を教えて/私に空を広げてみせて/もう昔と違う/冗談じゃない/心のリズムに合わせて/焔(ほのお)/あなたは私の胸の中にいて/エマの瞳/訣別の時/あなたのとりこ（新録音） 日本盤ボーナス・トラック: アイドルを探せ(アコースティック) | 日本配給: 2005.03.23 ユニバーサル 来日記念盤             |
| 2007 (欧CD) (日CD)       | Universal 5300425 UICO1139     | ヌーヴェル・ヴァーグ Nouvelle Vague 午前5時、パリは目覚める/ヌーヴェル・ヴァーグ/愛の時間/ルビー・チューズデイ/スザンヌ/涙のシャンソン日記/風に吹かれて/ドリーム・ア・リトル・ドリーム・オブ・ミー(夢の中の愛)/ヤー・ヤー・ツイスト/リーチ・アウト・アイル・ビー・ゼア/ドライヴ・マイ・カー/アイ・キャン・オンリー・ギヴ・ユー・エヴリシング/アイム・ア・ビリーバー/ゼン・ヒー・キスド・ミー/スーヴニール・スーヴニール 日本盤ボーナス・トラック: スタンド・バイ・ミー | 日本配給: 2008.02.06 ユニバーサル 来日記念盤             |
| 2009.9 (欧CD) (日CD)     | RCA(SONY) 88697571111 KICP1525 | 恋の手紙 Toutes peines confondues 私はブルースを歌う/サガンのペンで/時には愛で抱かれたい/囚われなく生きよう/そんな気がする/悲しみは全部まざって/火はやがて灰に/恋の手紙/ひとりが出てゆく時/これが私/メランコリー/女歌手は20才 日本盤ボーナス・トラック: あなたのとりこ（新録音）/アイドルを探せ（新録音） | 日本配給： キングレコード                                |
| 2010.11.29 (欧CD)        | RCA(SONY) 88697778312          | Soleil Bleu J'AI FAIT LA MOUE/PAS SI FACILE A OUBLIER/SOUS ORDONNANCE DES ETOILES (DUO WITH ARTHUR H)/LA PRISONNIERE/LA FEMME COUPEE EN DEUX/ JE ME DETACHERAI/SOLEIL BLEU (DUO WITH JULIEN DORE)/SOIT DIT EN PASSANT/PERSONNE/TOUS CES GARCONS/LE MONDE EST MOINS DUR QUE TOI/LA VANITE |                                                          |
| 2013.10.14 (欧CD) (日CD) | Columbia 88883774311           | シルヴィ・イン・ナッシュビル SYLVIE IN NASHVILLE （2013年5月アメリカ・ナッシュビル録音） 髪をなびかせて (アゲインスト・ザ・ウィンド)/アイ・ライク・イット,アイ・ラヴ・イット/よそ者 (ウェイファリング・ストレンジャー)/空 (ストレンジ)/ブルー・バイユー/氷の下の炎 (エヴリタイム・アイ・ロール・ザ・ダイス)/遠いところで (ホワイ・ノット・ミー)/サンディ/レッドとゴールド (ブルー・ムーン・アンド・ファイアーワークス)/時代(エイント・ノーバディ)/ミスター・ジョン B./結構よ/カム・ア・リトル・クローサー 日本盤ボーナス・トラック: めぐりあい (バッド・ムーン・ライジング)/再会 (テル・ミー・ホワイ)/ミスター・ジョン B. （SSW ローラン・ヴルズィとのデュオ | 日本配給： 2014.04.16 キングレコード 2014年4月来日記念盤 |
| 2015.11.27 (欧CD)        | RCA(SONY)                      | Une Vie En Musique (Retake - Recorded in Sofia, Paris, Los Angeles) (Sofia録音) La Maritza/Nicolas/Mon pere/L'Orient Express/Mon enfance (Paris録音)Le petit cheval/Qu'est-ce qui fait pleurer les blondes ?/La plus belle pour aller danser/La drole de fin (Last Tango)/En ecoutant la pluie (Rhythm of the rain)/Comme un garcon (Los Angeles録音)Je n'aime encore que toi/Bye Bye Leroy Brown (Bad bad Leroy Brown)/L'amour c'est comme une cigarette（Morning train/Si je chante (My whole world is falling down)/I can't make him look at me |                                                          |
| 2018.11.30 (欧CD)        | COLUMBIA(SONY)                 | Avec toi... (SYLVIE) (Cover album - Hommage to Johnny Hallyday/1943-2017 - Recorded in Summer 2018, California ) La Musique que j'aime /Gabrielle/Retiens la nuit/Vivre pour la meilleur (*)/Quelque chose de Tennessee/Oh! Ma jolie Sarah/Quand revient la nuit/Le penitencier/Je te promets/J'ai pleure sur ma quitare/Mirador (*)/ Que je t'aime/Sang pour sang (*)/Le Message (Messages of Sylvie Vartan)/In my life (of The Beatles/1965) (* Music written by David Hallyday, singer songwriter) |                                                          |
| 2021.10.1 (欧CD/digital) | COLUMBIA(SONY)                 | Merci pour le regard (50th original studio album / Recorded in 2021, Paris) LE BLEU DE LA MER NOIRE/TOUT BAS, TOUT BAS/LES VENTS CONTRAIRES (1st single)/ON S'AIME ENCORE, MAIS AUTREMENT/AVEC TOUS CES NE ME QUITTE PAS/MERCI POUR LE REGARD/J'EMPORTERAI/A DEUX PAS DE VOUS/UNE FILLE ATTEND/CE JOUR LA/UNE DERNIERE DANSE/DU COTE DU MA PEINE/MA TENDRE ENFANCE/TOUT RESTE A DIRE |                                                          |
| 2022.5.27 (欧CD/digital) | SCOTTI BROTHERS RECORDS        | ODESSA- SYLVIE VARTAN CHANTE POUR UKRAINE （ウクライナ支援のため緊急リリース/アルバムの売上金全額をUNICEFを通してウクライナに寄付） ODESSA / オデッサ (1998年オリジナル作品/2022年4月パリ録音）、NICOLAS / 初恋のニコラ (1979年カバー作品）、LA MARITZA / 想い出のマリヅァ (1968年オリジナル作品/2011年サル・プレイエル公演ライヴ/共演: ソフィア・フィルハーモニー管弦楽団 ）、IMAGINE / イマジン（ジョン・レノン1971年作品/シルヴィ・ヴァルタン1990年10月ソフィア初公演ライヴ）、LE BLEU DE LA MER NOIRE（黒海の青（直訳）/ 2021年10月発売オリジナル・アルバム MERCI POUR LE REGARD 収録曲）                                                                |                                                          |

※注：フランス盤と日本盤では 収録曲目が異なる場合があります。日本盤は発売時期も遅れています。

### ライブ・アルバム
（DVD化されたものを含む）
| 発表                       | レーベル 型番             | タイトル 収録年月日・会場 | 備考                  |
| -------------------------- | ------------------------- | --- | --------------------- |
| 1971                       | RCA                       | イン・パースン A l'Olympia '70 収録:1970/9/17〜10/8 オランピア (パリ)                                                             | ◎CD化有               |
| 1971                       | RCA                       | オン・ステージ A Tokyo 収録:1971/5/8〜26 東京厚生年金会館                                                                         | ◎CD化有               |
| 1972                       | RCA                       | イン パースン1972 A l'Olympia'72 収録:1972/9/14〜10/1 オランピア (パリ)                                                           | ◎CD化有               |
| 1973                       | RCA                       | ライブ・イン・ジャパン Live in Japan 収録:1973/10/10 渋谷公会堂,10/13 中野サンプラザ                                              | ◎CD化有               |
| 1976 (仏LP×2)              | RCA FPL20095              | ライブ・イン・パリ Show Sylvie Vartan au Palais des Congrès 収録:1975/10/4〜11/4,1976/2/20〜2/29 パレ・デ・コングレ・ド・パリ     | ◎CD化有               |
| 1977 (仏LP×2)              | RCA PL37116               | パレ デ コングレのシルヴィ バルタン Au Palais des Congrès 収録:1977/10/7〜11/9,1978/3/20〜4/2 パレ・デ・コングレ・ド・パリ        | ◎CD化有               |
| 1981 (仏LP×2)              | RCA PL37595               | 美しき魔術 Au Palais des Sports '81 収録:1981/11/23〜1982/1/3 パレ・デ・スポール                                                  | ◎CD化有               |
| 1982 (仏LP)                | RCA PL37757               | Live In Las Vegas 米・ラスベガス                                                                                                  | ◎CD化有               |
| 1983                       | RCA                       | Palais des Congrès '83 収録:1983/9/10〜11/20 パレ・デ・コングレ・ド・パリ                                                         | ◎CD化有               |
| 1990/12/17 (欧CD)          | PHILIPS 8482622           | Enregistrement public à Sofia - Live 収録：1990/10/6 Palais de la Culture de Sofia ソフィア (ブルガリア)                          |                       |
| 1995/10/10 (欧CD)          | PHILIPS 5283702           | Au Casino de Paris '95 収録:1995/1/31〜2/19 カジノ・ド・パリ                                                                      | DVD仏盤(PAL)          |
| 1997 (欧CD)                | Mercury 5361162           | Sylvie VARTAN A L'Olympia 収録:1996/10/15〜11/3 オランピア (パリ)                                                                 | DVD仏盤(PAL)          |
| 1999 (欧CD)                | Mercury 5434062           | Olympia Tour de siècle 収録:1999/10/26〜11/14 オランピア (パリ)                                                                   | DVD仏盤(PAL)          |
| 2005/4/25 (欧CD) （日DVD） | Mercury 9827618 UIBV-1012 | コンサート・イン・パリ Palais Des Congrès 2004 収録:2004/9/28〜10/10 パレ・デ・コングレ・ド・パリ                                 | 日本配給 ユニバーサル |
| 2008                       | RCA                       | Palais des Congrès 2008 収録:2008/2/5〜2/9,4/12 パレ・デ・コングレ・ド・パリ                                                      | DVD仏盤(PAL)          |
| 2010/3/1                   | Columbia 7647622          | SYLVIE LIVE 収録:2009/9/18〜9/20 オランピア（パリ）                                                                               | DVD仏盤(PAL)          |
| 2011                       | Columbia 88697647652      | Live À La Salle Pleyel - The 50th Anniversary Concert 収録:2011/11/23 サル・プレイエル ステージ・キャリア50周年記念特別コンサート | DVD仏盤(PAL)          |

※注意 DVDフランス盤はPAL方式のため、日本の一般的なプレーヤーでは再生できません。
以下は 未音源化
- 1964/1/16〜2/5 オランピア劇場 - トリニ・ロペズ、ビートルズとの共演
- 1967/3/15〜4/16 オランピア劇場
- 1968/12/3〜12/9 オランピア劇場
- 1991/1/22〜2/10 パレ・デ・スポール
- 2010/3/4〜3/6 オランピア劇場 - 追加公演
- 2011/9/30〜10/2 シャトレ座
- 2013/10/14 テアトル・ドゥ・パリ - 新譜「SYLVIE IN NASHVILLE」独占披露コンサート
- 2014/2/8 テアトル・ドゥ・カジノ - アヴァン・プルミエ
- 2014/2/14,15 フォリー・ベルジェール
- 2015/4/11,12 オランピア劇場
- 2017/9/15,16 オランピア劇場
- 2018/3/19, 4/14 グラン・レックス劇場にて追加公演
- 2021/10/11,12 エドワード7世劇場公演（初リサイタル形式）
- 2021/11/20 サル・プレイエル公演（リサイタル形式）
- 2024/11/8,9,10 パリ・ドーム公演（旧パレ・デ・スポール）（パリ最終公演）
- 2025/1/24,25,26 パレ・デ・コングレ公演（パリ追加公演）（2025年DVD発売予定）

### コンピレーション・アルバム
1. 1971.5.5: グランプリ・アルバム （日本盤）
2. 1978: シルヴィ・ヴァルタンNew Best 〜 Disco Queen（日本盤）
3. 1993: La Storia (1989-1993 Best of)
4. 1998.11.21: SYLVIE VARTAN BEST（日本盤）
5. 2002： Sylvie Vartan Best（日本盤）
6. 2002: Irrésistiblement Sylvie Vartan Best Collection（日本企画盤）
7. 2004: Les Années RCA (BEST of 1961-1983)
8. 2008: Sylvie sings standard songs RCA years（日本企画盤）
9. 2009.11.25: シルヴィ・バルタン あなたのとりこ〜60s ベスト/Sylvie Vartan 60s BEST（日本盤）
10. 2009.11.25: シルヴィ・バルタン 哀しみのシンフォニー〜70s ベスト/Sylvie Vartan 70s BEST（日本盤）
11. 2010.9.20: Best of 3CD Sylvie Vartan（3枚組BEST-RCAフランス）
12. 2013.2.6：Sylvie Vartan's Story 1961/62 （初期12作品-RCAフランス）
13. 2013.2.26：Tous mes copins （初期31作品-RCAフランス）
14. 2016.12.20：シルヴィ・バルタン、英語を唄う（SYLVIE VARTAN en anglais...et en americain - 1963-1965ニューヨーク・ナッシュヴィル・ロンドン録音/全25曲/未発表5曲含む）（2016年11月英国レーベル（ACE RECORDS）発売の企画盤/2016年3月シルヴィ・ヴァルタンへの独占インタビュー含む英文解説の対訳付）

### CD BOX SET / 全集
1. 1995.10: Les années RCA - Intégrale studio 1961-1986 （RCA時代スタジオ録音盤CD21枚組）
2. 2004: L'Intégral Live RCA - Coffret 7CD 1970-1983（RCA時代ライヴ全集CD7枚組）
3. 2010.11.8: Les années RCA Vol. 1 - 5CD 1963-1966（RCA時代の初期オリジナル作品レプリカ復刻版CD5枚組）
4. 2011.9.26: 4CD Originaux （オリジナルCD 4枚組）
5. 2012.6 - 2013.11: The Ultimate Collection  (Coffret des années RCA rééditions - 41CD)
RCA時代1961-1986のスタジオ/ライヴ/TVショー録音アルバム41作品リマスター・レプリカ復刻限定盤CD全集。1971年と73年の日本公演ライヴ盤や日本限定スタジオ録音盤「サバの女王」など17作品初CD化含む。ブックレット(58ページ)、膨大なボーナス・トラック（1971年東京公演ライヴには日本語5曲:「恋人時代」・「女の時間」・「わたしのすべて」（J'ai deux mains, j'ai deux pieds, une bouche et puis un nez）・「想い出のマリヅァ」（La Maritza）・「レナウン・ワンサカ娘］（1965年放映日本TVCM挿入歌））付。2012年6月から2013年11月まで約1年半に亘り定期的に部分発売されるコレクション・ボックス・セット。（予約購入/Amazon： 第1回は5枚組/10枚組2種類のボックス・セット、続いて複数枚定期発送/販売。「サバの女王」（予約購入）で完結。
6. 2013.1.16: あなたのとりこ〜 シルヴィ・バルタン プレミアム・コレクション  （CD5枚組 通販限定商品）
7. 2012-2013: The Ultimate Collection  (Coffret des années RCA rééditions/41CD)
8. 2015.11:  Les Années RCA l'Intégrale des SP et EP / 1961-1986 - Un coffret de 85CD
（RCA時代 1961/1986 シングル盤レプリカ復刻全集 - CD85枚組コレクション・ボックス）

### DVD
※ ライブ・アルバムを除く
1. 2011.11.12:  SYLVIE VARTAN, Les années RCA 1961-1983（2枚組 - ニュースなどのドキュメント含む）
2018.09.26:  SYLVIE RACONTE VARTAN (Documentary)（2015年9月30日フランスTV/Paris Premiere放送の1時間番組のDVD化。シルヴィ・ヴァルタンの半世紀にわたるキャリアを綴ったドキュメンタリー。）

## 映画
1950年5歳の時、フランス移住前、ブルガリアで父親の友人である映画監督の映画に出演。出演時間は短いものの、この経験は幼心に大変に大きく、シルヴィは俳優を夢見るようになる。しかし前述の通り、偶然の歌手デビューを果たし若者のアイドルとなり、1970年以降大スターとなる。自身の夢が叶ったという最新の主演映画、1994年ジャン=クロード・ブリソー (Jean-Claude Brisseau) 監督「L'Ange Noir（黒衣の天使）」（邦題「甘い媚薬」）は賛否両論の物議を醸した。1995年1月カジノ・ド・パリ公演後の1995年6月、横浜フランス映画祭のフランス代表団長を務めて来日。本作制作中にブリソー監督がフランスのTVや雑誌インタビューで明かしたのは、「シェルブールの雨傘」1964年、「気狂いピエロ」1965年、「城の生活」(La Vie de Château) 1966年の台本は当初シルヴィに届いていたが、歌手として大成功していたシルヴィの周辺のガードが堅く結局本人には届かずじまいだったという。ゴダールが当時シルヴィ・ヴァルタンに興味を示していたことは明らかで、「恋人のいる時間」1964年で彼女のデビュー曲「Quand le film est triste（悲しきスクリーン）」が流れ、「男性・女性」1966年では彼女のポスターが貼られているのが見える。シルヴィ自身は映画への興味は尽きない半面、良い作品に出合わず映画出演は少ない。「映画は好きだが何でも演じはしない」と話す。

### 主演映画
- 「PATATE」 1964年フランス公開 （2015年10月DVD発売）
- 「L'Ange Noir（黒衣の天使）」 1994年フランス公開（邦題「甘い媚薬」）
同年11月、『ELLE』11月7日号、『Cahiers du Cinéma』11月号の表紙を飾る。

## 書籍（フランスで出版）
1. 1981年10月『Si Je Chante...（私が歌うのは…）』Filipacchi-Edition N°1
自叙伝写真集、1980年11月にジョニー・アリディと離婚した翌年1981年3月ロス・アンゼルスにて脱稿。10万部のベストセラーとなる。間もなく、1981年3月末、シルヴィは日本で再婚相手となるトニー・スコッティに出会う。
2. 1985年『Beauty Book』Editions N°1
フィットネス本、運動・食事・化粧・身だしなみ・シャンプーの仕方まで、シルヴィの暮らしを公開しながら美の秘密を解く。写真入り実用書。1987年文庫本で再版される。
3. 1996年『Sylvie Vartan』Editions Vade Retro
自伝写真集、正方形の大型豪華本、表紙はピエール & ジル作
4. 2004年『Sylvie Vartan entre l'ombre et la lumière（影と光の間で）』：XO Editions
自叙伝、2004年エッセー部門第1位にランクされたベストセラーで30万部の売上。2005年2月文庫本発売。本作はシルヴィが敬愛する品位ある果敢な家族、祖父母と両親と兄へのオマージュである、そして2人の子供や孫達へ遺すものであり、また約40年間を共に歩んで来た世界中のファンと分かち合う「回想録」。1944年8月15日、聖母被昇天の祝日、両親の疎開先の隣町イスクレッツのクリニックでの誕生秘話からソフィアの文化的な祖父の家での幼少時代、パリへの亡命、20歳の結婚と歌手生活、1990年ソフィア初公演、1998年ブルガリアから養女を迎えるまでの長い日々そして2001年兄エディを失った悲しみまでを綴る。「頑なに人生を信じる一人の女性である今の自分を形成したのは、幼少時の最初の数年を過ごしたソフィアの祖父の家での生活である。そこで私は自分が好きなもの・尊ぶもの全てを学んだ。」  また、偶然のレコード・デビュー直後、歌手になることに失望を抱く両親をよそに、バンス・テイラーのパリ・オランピア劇場公演の第一部出演を依頼されて初めて白い舞台衣装を（自分のお金で）作って歌うが、「その大変に重要な出来事の前夜に」シルヴィは呟く「私は一人のリセエンヌでしかない、そして亡命、根絶、喪失によって深く心に刻印されたバルカン半島出身の一家族の中では最もフランス人に近い。最もフランス人に近い、そう、私はリヨン駅に着いた時にたった8才だったのだから。たぶんそのことが他の皆と同じように屈託のない軽率な少女だという幻想を観客に与えるのかもしれない。現実は、私は心の内に両親の重大さを持っていて、非常に道徳的で厳格な教育のその賜物なのだ。私の両親は、己の勇気と他人の尊重から成るその道徳によって、フランスでゼロから私達の生活を築けたのだ。17才で、私はまだ母の教えや勧めが染み込んでいて、それらを問い直すつもりは全くない。」  後記に「幼少時に生じたアーティストへの願望とそれに対する或る膨大なエネルギーは一体何処から来るのか長く自問したが、それは不思議な非現実・際限の無い夢幻境への憧れだった。そう、私の意図は仮装して演じること、生涯」
5. 2004年『SYLVIE VARTAN, revue de mode（シルヴィ・ヴァルタンとモード）』：Paris Musées, 2004 (Les musées de la ville de Paris)
衣裳展カタログ、2004年10月16日から2005年2月27日までMusée Galliera ガリエラ美術館（パリ市モード博物館）が開催したシルヴィ・ヴァルタンのモード展で発行。ヨーロッパ的な深紅の装丁がされた豪華本。表紙デザインは仏誌ELLEがシルヴィ自身のモード・コレクションCreation Sylvie Vartanを紹介した1965年8月5日号No.1024の表紙（水色の夏の帽子姿の写真）が基。シルヴィ本人や関係者のインタビューや写真掲載。Marc Bohan (Dior) の証言を引用する。シルヴィと初めて出会った1967年頃（一人息子ダヴィドが誕生した頃）の思い出の一つから始まる。「シルヴィがディオールの店にやって来た、ディオールでもそれは子供服のBaby Diorの方で息子へ白いマントを買うためだった、少しシャイな感じで私に意見を求めた」ディオールとのコラボレーションが始まった頃である。展覧会は1960年代から1990年代までの約80点のオートクチュール衣装に2004年9月パレ・デ・コングレ公演の衣装デッサンも含め、「ステージ衣装」「プレタポルテ・シルヴィ・ヴァルタン」「おしゃれ着」「60年代 - 90年代」「カバー・ガールのシルヴィ」の構成で、1965年のウエディング・ドレスなどパーソナル衣装、雑誌の表紙、写真、ポスター、レコード・ジャケットまで展示する。激しいステージ活動から現存せず展示に至らないものもある。
6. 2004年『Nos tendres années avec...SYLVIE VARTAN（シルヴィ・ヴァルタンと過ごした若き日）』：Editions des Etannets
ファン自費出版の回想記。世代の異なる15名の熱狂的追っかけファンが公演へ向かう道中での偶然の出会いなどを綴った体験談。歓喜や落胆などファンの感動と笑いの交流の中に女性シルヴィが見える。厚さ1.2cm/B5版。表紙は1968年パリ・オランピア劇場公演で歌うYSLの白いミニ・ドレスのシルヴィ。本作の全売上金はAssociation Sylvie Vartan pour la Bulgarie（後述）へ寄付される。
7. 2007年『Sylvie Vartan dans la lumière（光の中のシルヴィ・ヴァルタン）』XO Editions (25x20x3.5cm)
ステージ活動集大成写真集、1960年代から2007年までのステージ活動の全データを写真と共に綴った重いカラフルな豪華本。2004年自叙伝は誕生当時の時代背景や逸話から生立ち・私的な部分が主軸だが、本作はステージ活動が本領のアーティストの40年を超えるキャリアを辿るもう一方の重要な記録。トップ・ページに「DANS LA LUMIERE, A ma mère」（「光の中で」 - 母へ）と記している。シルヴィは同年6月に母を亡くしている。
8. 2008年『Sylvie Vartan Jour après Jour』：Editions Didier Carpentier
キャリア日誌とも呼べる自伝写真集、出生時間から2008年までの全キャリアのこと細かな記録をエピソードと綴ったブルー・グレイの写真集。最終頁は1991年パレ・デ・スポール公演アンコールの写真で、カジュアルな白のスーツにテニス・シューズのシルヴィ。雑誌インタビューでのシルヴィの言葉が引用されている。「私は恵まれていて本当に沢山の愛を得た。人々とこれほど触れ合うメチエ（職業）はそうない。それは腹の底から交流する身体的なものだ。その消えることのない熱で私は一杯だ。」「私は悲しみや幸せで死んでしまわないために歌う。塞ぎ込まないためにステージヘ・観客の熱意へと向かう。それはスラヴ精神なのかもしれない。私は中途半端な人間ではない。ステージに上がる度に深淵の縁に立っているような感覚がある。」
9. 2011年10月『Irrésistiblement Sylvie Vartan』：Editions Ipanema
豪華写真集、著者は1996年の写真集同様Camilio Daccache。シルヴィ・ヴァルタンが自身のコレクションから初めて公開する写真などの資料も掲載する。2011年11月にステージ・キャリア50周年を迎えるシルヴィ・ヴァルタン。コンスタントに新譜制作をし国内外でステージ活動を続ける姿を私生活・舞台裏・ステージから捉える。
10. 2012年11月8日 『"Mot à mot" Sylvie Vartan』（"一語一語" シルヴィ・ヴァルタン）: LE CHERCHE MIDI
手軽な辞書スタイルで作られたシルヴィ・ヴァルタン自叙伝（265ページ/22x14x2cm）。A-Zまでアルファベットの一語からシルヴィが即座に閃いたり思い起こす言葉・一語を基にシルヴィの思いが綴られた一冊。自発的に語った様々な事柄は公私に亘りシルヴィの歌のレパートリーから未公開の逸話や故国ブルガリアから家族に纏わる話や忘れていた思い出まで奥深い。MはMaman、最愛の母 ≪彼女が亡くなるまで子供のままでいた≫。RはRythme、リズムある生涯のどの時期もシルヴィのリズムがあった、≪子供の頃は子守唄、少女時代はジャズ、青春時代はロック、大人になってもロックそしてソウルとボサノバ、老年期は、それはメドレー。≫  2014年4月ブルガリアで翻訳版刊行。
11. 2015年5月8日 『Sylvie Vartan, une histoire d'amour』 (by Solène Haddad) : City
12. 2015年11月5日 『LE STYLE VARTAN』 (by Eric & Christian Cazalot with Sylvie Vartan) :  edition de La Martiniere
シルヴィ・ヴァルタンのモード写真集。シルヴィは60年代フランスでいち早く世界的なオートクチュールのステージ衣装を着た女性シンガー。また、デビュー以来「ELLE」や「VOGUE」などの表紙を飾ってきた。ブランクなしで半世紀を超えて第一線で活躍するスターのキャリアをそのモード遍歴で描く。シルヴィ・ヴァルタンとモード界・写真界・音楽界関係者のインタビュー収録。
13. 2016年4月21日 『Maman...』 (Sylvie Vartan) :  XO editions
シルヴィ・ヴァルタンの自著 - 敬愛する母親（2007年6月逝去）の回想。
14. 2017年5月10日 『Maman...』(Poche/Pocket book) (Sylvie Vartan) :  J'ai Lu
シルヴィ・ヴァルタンの自著 - 敬愛する母親の回想。文庫本
15. 2017年9月7日 『SYLVIE VARTAN La plus belle pour aller chanter』(Complete Discography) (by Benoit Cachin) :  Grund
シルヴィ・ヴァルタン・ディスコグラフィ（シルヴィ・ヴァルタン完全作品目録/64昨品：ジャケット写真、ヴァルタンへのロング・インタビューを網羅）
16. 2021年5月20日『Sylvie Vartan - Le tourbillon d'une vie』(Biography) (by Christian Cazalot, Eric Cazalot) : XO editions
2021年にステージ・キャリア60周年を迎えるシルヴィ・ヴァルタンの伝記（公式）。シルヴィ・ヴァルタンによる前書き。
17. 2024年2月29日『Sylvie Vartan Les chemins de sa vie』(Biography) (by Frederic Quinonero) : Mareuil Editions
シルヴィ・ヴァルタンの伝記 - ヴァルタンへのオマージュ。
18. 2024年11月14日 『Sylvie Vartan Ma vie de scene en scene - De L'Olympia 1961 au Palais des Congres 2025』(By Benoit Cachin) : Grund
定評のあるライヴ・ステージ・パフォーマー、シルヴィ・ヴァルタンの63年間のステージ活動を網羅 : 17歳での初舞台(1961年12月パリ・オランピア劇場）から最終公演(2025年1月パリ・パレ・デ・コングレ）。

## 受賞・受章
- 2025年7月にフランスの最高勲章、レジオン・ドヌール勲章のコマンドゥール（3等）へ昇級。（1998年にシュヴァリエ、2009年にオフィシエへ昇級）。1985年に芸術文化勲章のシュヴァリエを、2011年に同勲章のコマンドゥールを授与される。国家功労勲章は1987年にシュヴァリエ、2006年にオフィシエに昇級。
- 2025年2月、第40回 Victoires de la Musique （ヴィクトワール・ドゥ・ラ・ミュージック - フランス最高峰の音楽賞) のPrix d'honneur「名誉賞」を受賞。
- 2025年1月、la médaille du Sénatを授与される。（フランス・ブルガリア間の友好親善関係への功績に対する褒賞）
- 2014年4月、ソフィアにてブルガリア政府からシルヴィ・ヴァルタンが1990年に設立した「シルヴィ・ヴァルタン・ブルガリア救済基金」が病院へ寄贈したばかりの新生児医療機器（5万ユーロ）他その貢献活動に対しソフィア名誉市民の称号が授与される。1996年にMadaraマダラ勲章のシュヴァリエ、2004年にStara Plaminaスタラ・プラニナ勲章、また2011年にはパリにてブルガリア文化大臣から同国勲章Saint Cyrille et Methode et Le Siecle d'orを授与される。
- 2005年にWHOの親善大使。
- 1970年12月、25e Nuit du Cinéma[50]でTriumph des Variétés（ヴァリエテの最高賞）を受賞。